# Museum voor het Stedelijk Vervoer te Brussel

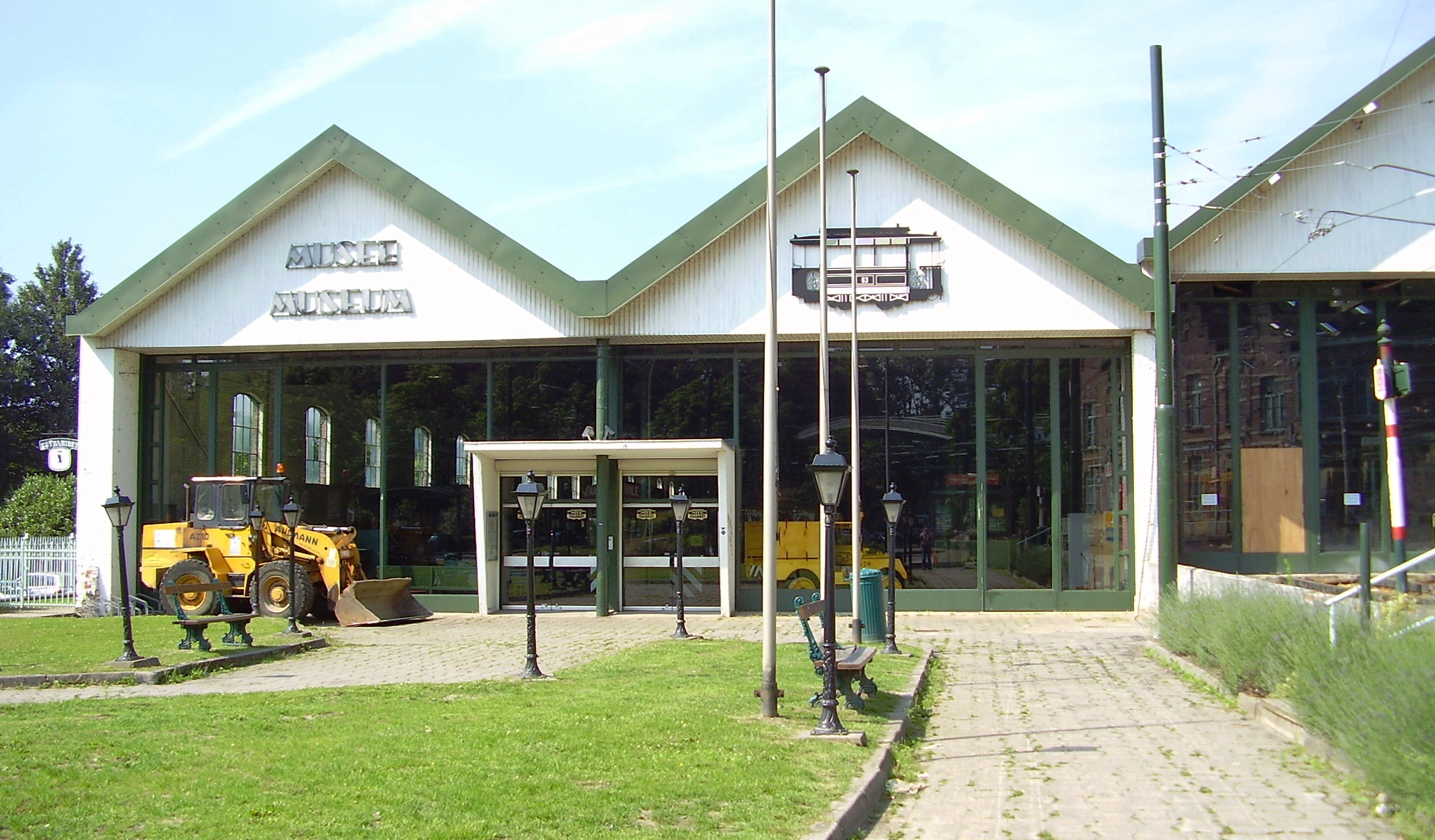
Buitenzijde van het museum

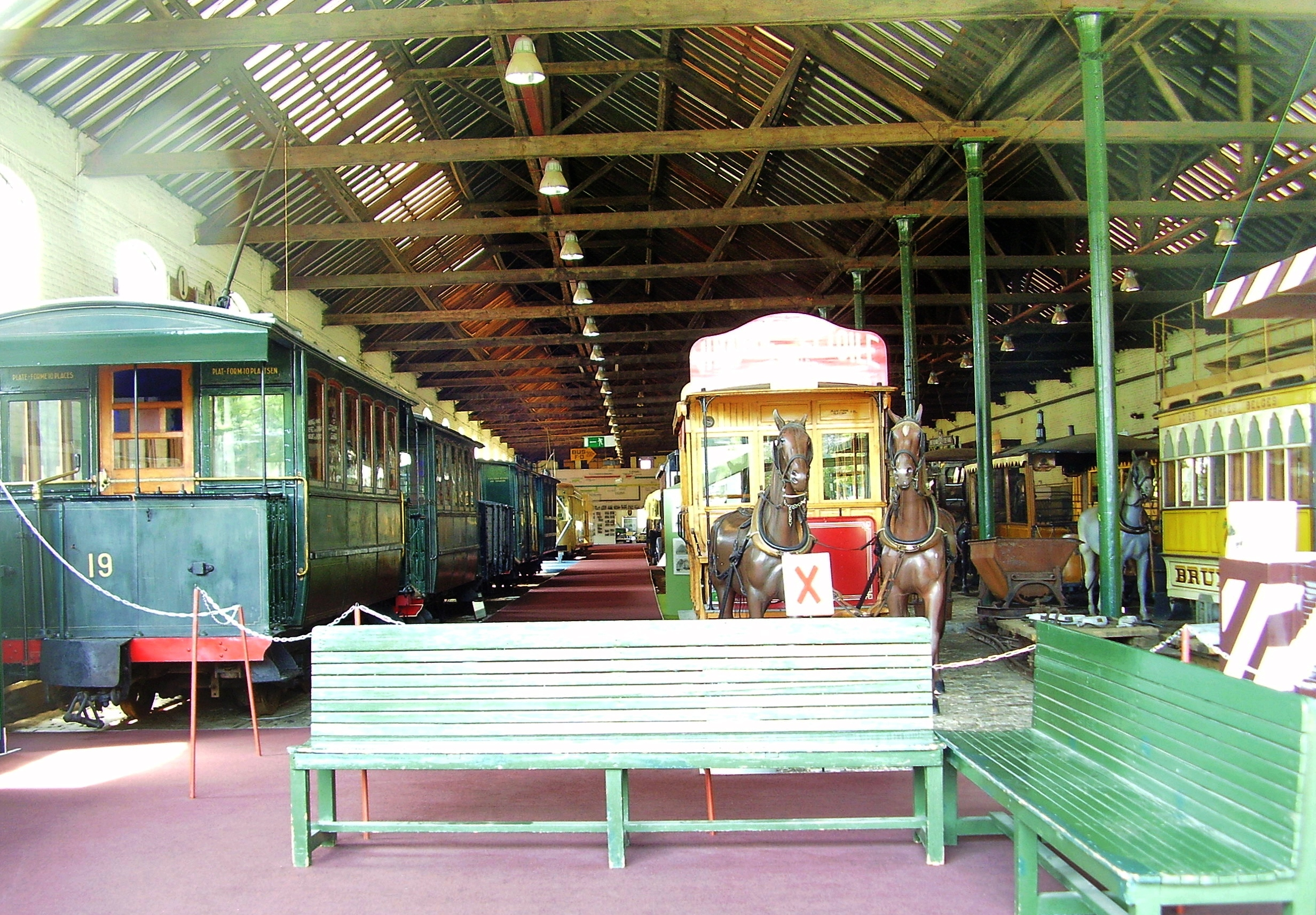
Het museum omstreeks 2006. Bij de renovatie werden verschillende zaken veranderd

Het Museum voor het Stedelijk Vervoer te Brussel (Frans: Musée du transport urbain bruxellois), doorgaans gewoonweg Trammuseum genoemd, bestaat sinds 1982 in een deel van de tramremise in de gemeente Sint-Pieters-Woluwe. De collectie bestaat uit verschillende historische tramstellen en bussen.

## De locatie
Het museum is gelegen in een deel van een remise in de Brusselsegemeente Sint-Pieters-Woluwe. De tramloods bestaat uit twéé delen: een deel met het museum en de onderhoudsplaatsen van de historische tramstellen en een deel dat nog door de MIVB gebruikt wordt. Aan de loodsen bevindt zich eveneens de halte 'Trammuseum' langs de lijnen 39, 44 en 8.
De eerste tramloods op deze locatie dateert uit 1897 en werd gebouwd in het kader van de wereldtentoonstelling van 1897. Toen werd er langs de pas aangelegde Tervurenlaan een tramlijn getrokken om de twee locaties van de expo, Het Jubelpark en het Paleis der koloniën, met elkaar te verbinden. Deze lijn was oorspronkelijk smalspoor en de remise bestond dan ook maar uit een kleine onderhoudsloods met een administratief bijgebouw. Na de tentoonstelling kwam de tramlijn in handen van de Tramways Bruxellois, die ze in 1899 ombouwde naar normaalspoor, zoals de rest van het Brusselse tramnet. In 1907/1908 werd de loods verder uitgebreid. De oorspronkelijke loods werd vervangen door één met een grotere capaciteit en met meer hallen. De remise bleef dan tot 1941 Zo goed als ongewijzigd. De stelplaats baatte toen 14 tramlijnen uit en had een capaciteit van 285 voertuigen.
Het gebouw werd een beschermd monument in 2001. Tussen 2006 en 2009 werd het grondig gerenoveerd. De remise zal in de loop van de komende jaren voor een deel herbouwd worden volgens de situatie in1945.

## Het Museum
Omstreeks 1976 waren de eerste twee hallen van de loods buiten gebruik. De MIVB besloot deze hallen om te vormen tot tentoonstellingsruimte waar vanaf 1977 historische voertuigen te zien waren. Vanaf 1982 werd besloten om de uitbating van dit geïmproviseerde museum over te laten aan een VZW. Deze bestaat volledig uit vrijwilligers, waarvan vele ook (oud)personeelslid van de MIVB zijn. Hoewel zowel de gebouwen als de collectie in handen zijn van de MIVB gebeurt het onderhoud ervan door de vrijwilligers van de VZW. De verzameling rollend materieel bestaat uit rijtuigen die in de loop van 150 jaar het openbaar vervoer in Brussel hebben uitgevoerd of, in de vorm van werkwagens, geholpen hebben met de ondersteuning daarvoor.
Er zijn trams van de MIVB (Maatschappij voor het Intercommunaal Vervoer te Brussel), STIB in het Frans, en haar voorgangers en van de Nationale Maatschappij van Buurtspoorwegen (NMVB), SNCV in het Frans. Vele van de motorwagens zijn in rijvaardige toestand en sommige worden ingezet met een (open) bijwagen. Speciaal voor de museumtrams is het trajectgedeelte van de MIVB tussen Tervuren en het Jubelpark geschikt gehouden voor tramexploitatie met de trolleystang. Ex-NMVB-trams kunnen wegens de afwijkende spoorwijdte (1000 mm tegenover de Brusselse standaard van 1435 mm) niet worden ingezet.
Bezoek is mogelijk in de weekends en men kan er tegen betaling ritten met historische trams maken. De ene route gaat via het Zoniënwoud naar de gemeente Tervuren (tramlijn 44). De andere route heeft een stads karakter en voert via het Montgomeryplein naar het Jubelpark. Een 3¾ uur durende tramrit van 35 kilometer door heel Brussel – met Nederlandse of Franse toelichting – is ook mogelijk. Tevens verhuurt men wagens aan gezelschappen.

## Museummaterieel
- Historische motorwagens, waaronder:
  - Nr. 346, van de Société Générale des Chemins de Fer Économiques, gebouwd in 1903 door Nivelles. Een wagen met open balkon, onderverdeeld in een open en een gesloten passagiersgedeelte.
  - Nr. 415, van de Tramways Bruxellois uit 1888.
  - Nr. 428, van de Chemins de Fer Économiques, in 1904 door Nivelles gebouwd. Een gesloten motorwagen met langsbanken.
  - Nr. 830, een tweeassige wagen, in 1901 door Société Franco-Belge gebouwd.
  - Nr. 984, een tweeassige, donkergroene wagen uit 1902.
  - Nrs. 1002, 1043, 1064 en 1259: vier 'standaardmotorwagens' uit 1936/'38, gebouwd door de Tramway Bruxellois. Tweeassige wagens die aan de linker kant geen in- en uitstapmogelijkheid meer hadden.
  - Nr. 1428, een crème motorwagen van de Tramways Bruxellois uit 1923.
  - Nrs .1505 en 1609: twee 'standaardmotorwagens' uit 1936/'37.
  - Nr.1753, een crème motorwagen van de Tramways Bruxellois uit 1914. Deze wagen had een rookgedeelte.
  - Nr. 1930, uit 1930 van de Tramways Bruxellois.
  - Nr. 4032, een wagen bestaand uit twee tweeassige gemoderniseerde motorwagens die met elkaar zijn verbonden door een zwevend (zonder draaistel) tussengedeelte met een paar deuren. Zelfbouw door de MIVB.
  - Nrs. 5001, 5008, 5016, 5018, 5019 en 5025 uit de in 1935 door La Dyle gebouwde grote vierassige motorwagens met 2 draaistellen. De 5018 kreeg later een experimenteel PCC-uiterlijk.
  - Nrs. 7047, 7065, 7093, 7171 en 7126, vierassige PCC-cars, gebouwd door La Brugeoise et Nivelles in 1952 en 1957.
  - Nrs. 9056, 9060, 9079 en 9098, gemoderniseerde tweeassige motorwagens die – vanwege hun geringe grootte – als eenmanswagen op lijnen met een zeer laag passagiersvervoer werden ingezet.

Enkele trams – waaronder nrs. 5001, 70xx, 7126 en 90xx kunnen ook op het normale tramnet rijden omdat zij een pantograaf hebben.
- Historische bijwagens, waaronder:
  - Nr. 6, een paardentram van de vroegere Chemins de Fer Économiques, uit 1887.
  - Nr. 29, een open bijwagen van de Tramway Bruxellois uit 1910.
  - Nr. 102, een 'standaardbijwagen' uit 1928.
  - Nr. 301, een open bijwagen, gebouwd in 1901 door Nivelles.
  - Nr. 509, idem, door de Tramway Bruxellois zelf gebouwd in 1888.
  - Nr. 604, een 'standaardbijwagen' uit 1931.
  - Nrs. 1571 en 1600, twee bijwagens uit 1897.
  - Nrs. 2004 en 2118, twee 'standaardbijwagen' uit 1929/'30.
- Historische motorwerkwagens en -bijwagens.

## Fotogalerij

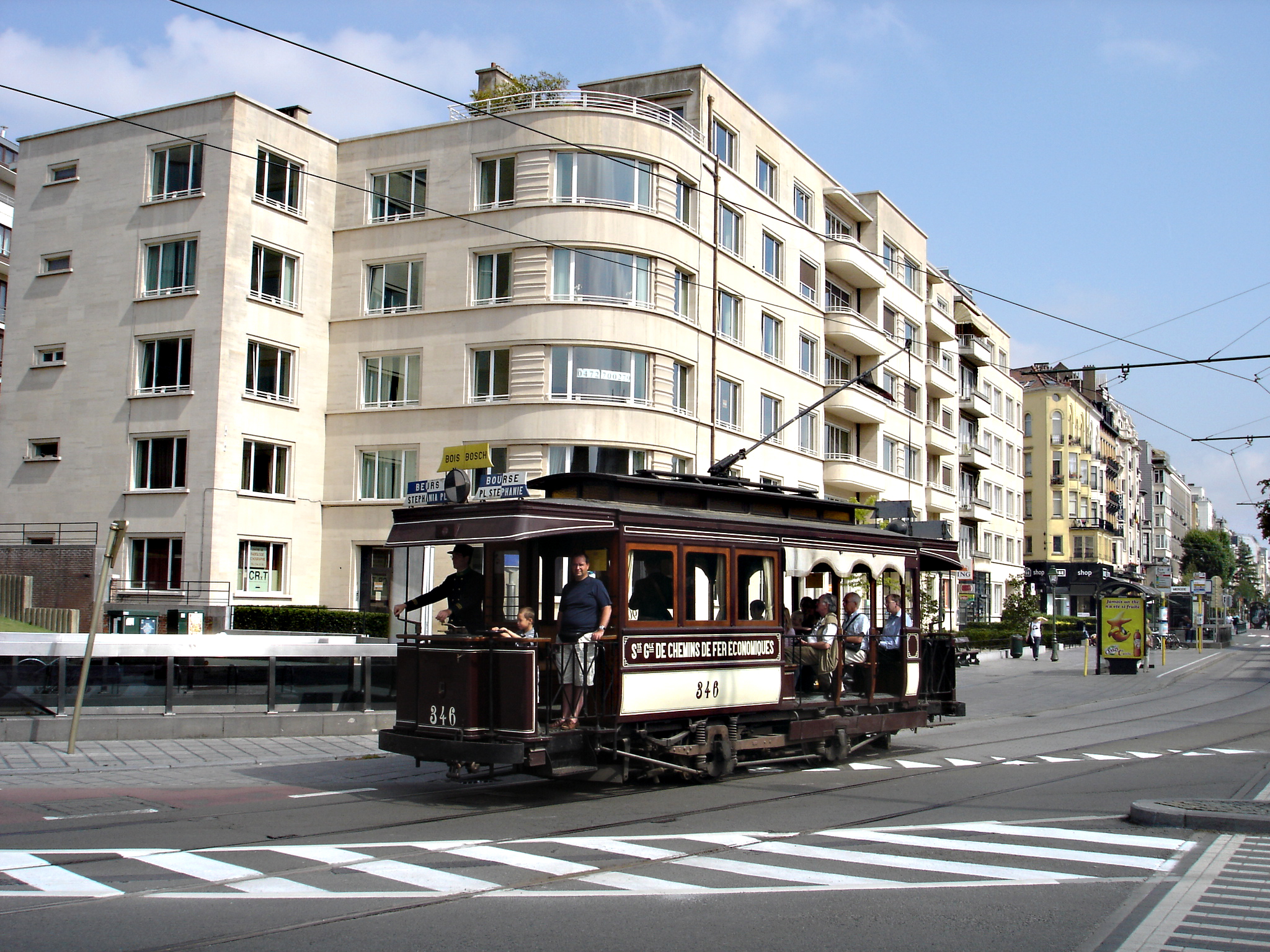
Museummotorwagen 346 vlak bij het eindpunt Jubelpark. De wagen is voorzien van een open en gesloten zitgedeelte.
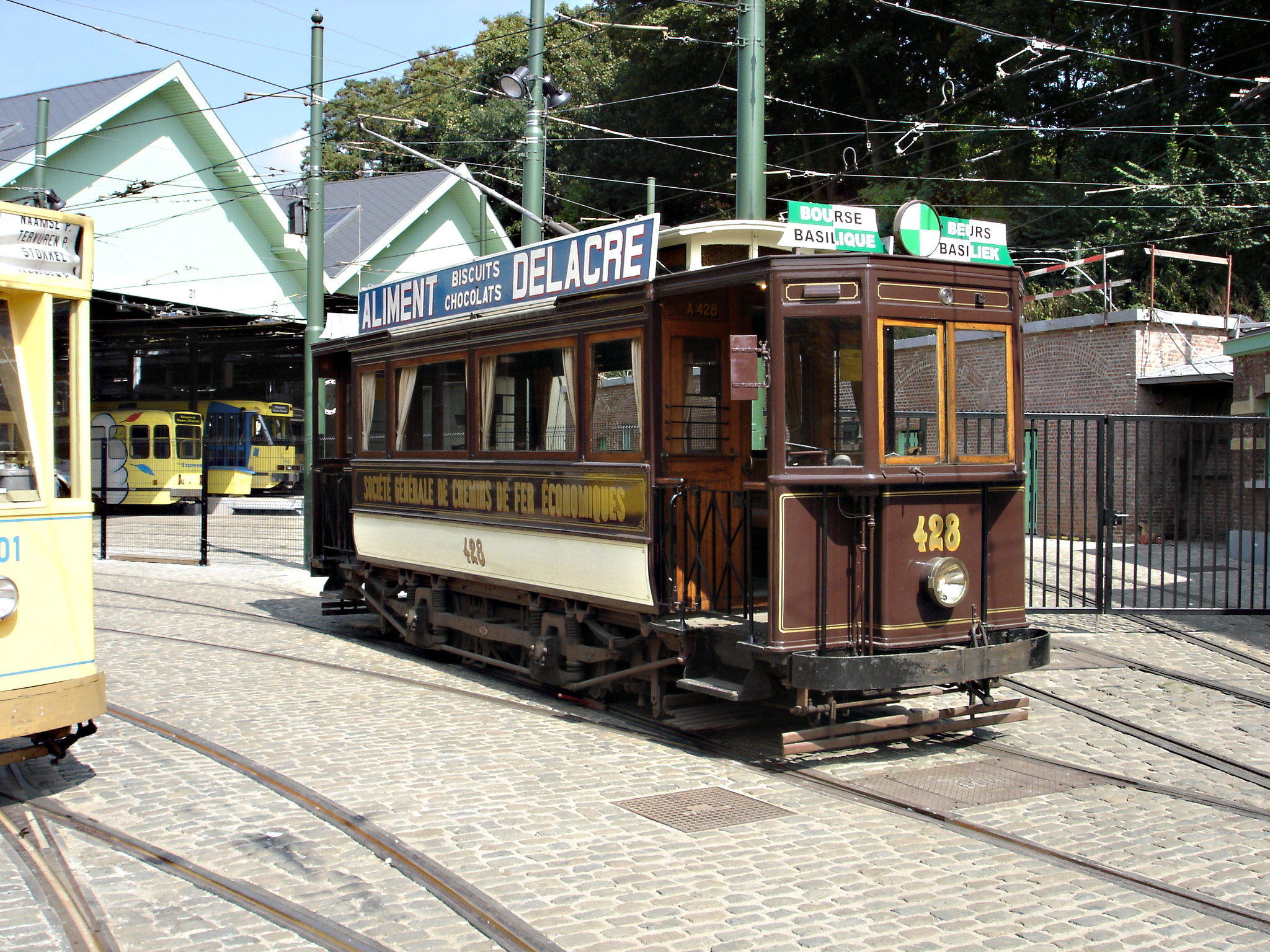
Bruine motorwagen 428, van de Chemins de Fer Économiques, de zgn. chocoladetrams, bij remise Woluwe.
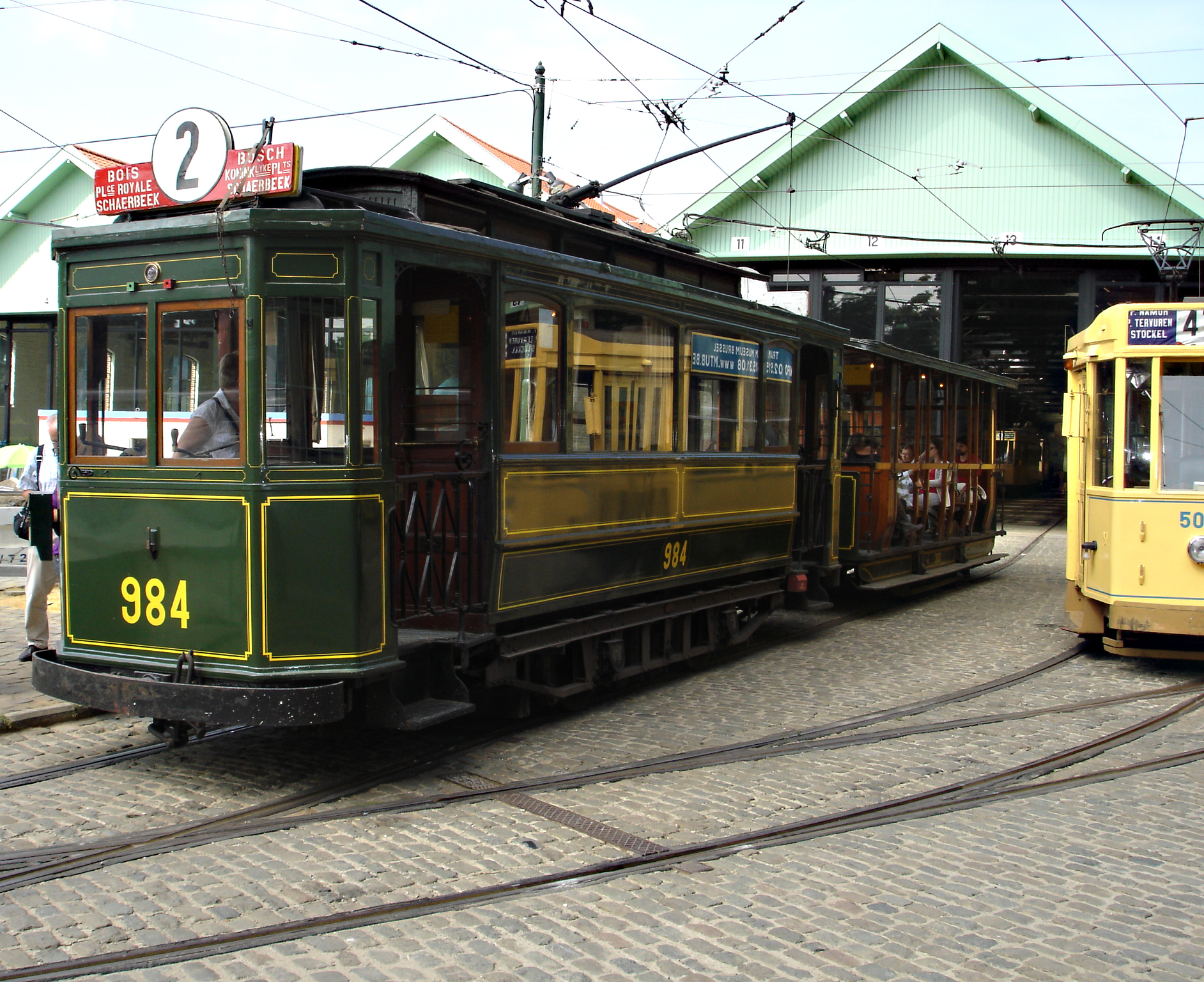
Groene tweeassige motorwagen (met open bijwagen) op het remiseterrein met koersbord voor de lijn 2.
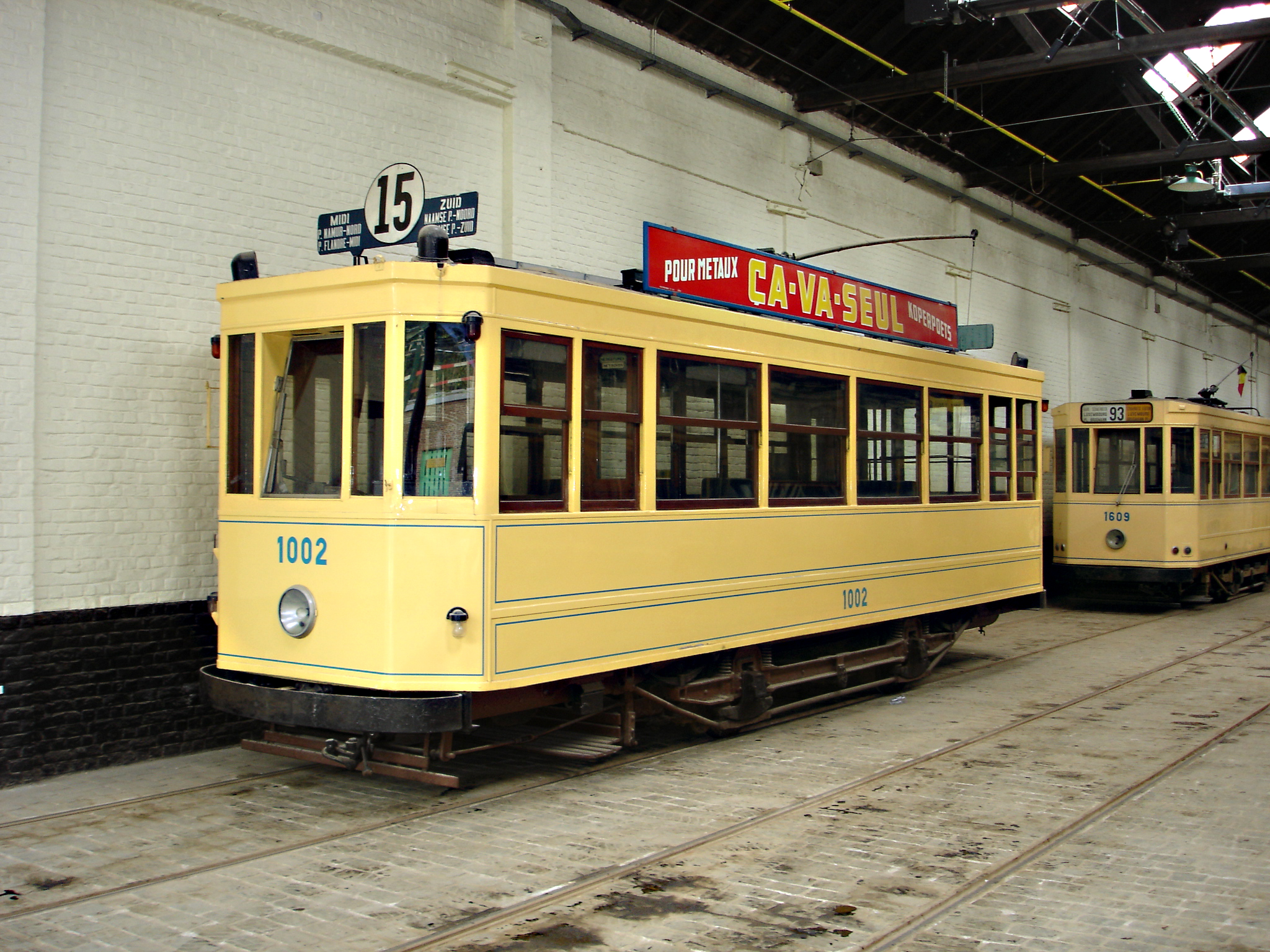
Standaardmotorwagen 1002 in crème. Deze tramserie van meer dan 600 wagens waren verbouwde en gemoderniseerde tweeassers met sterke motoren.
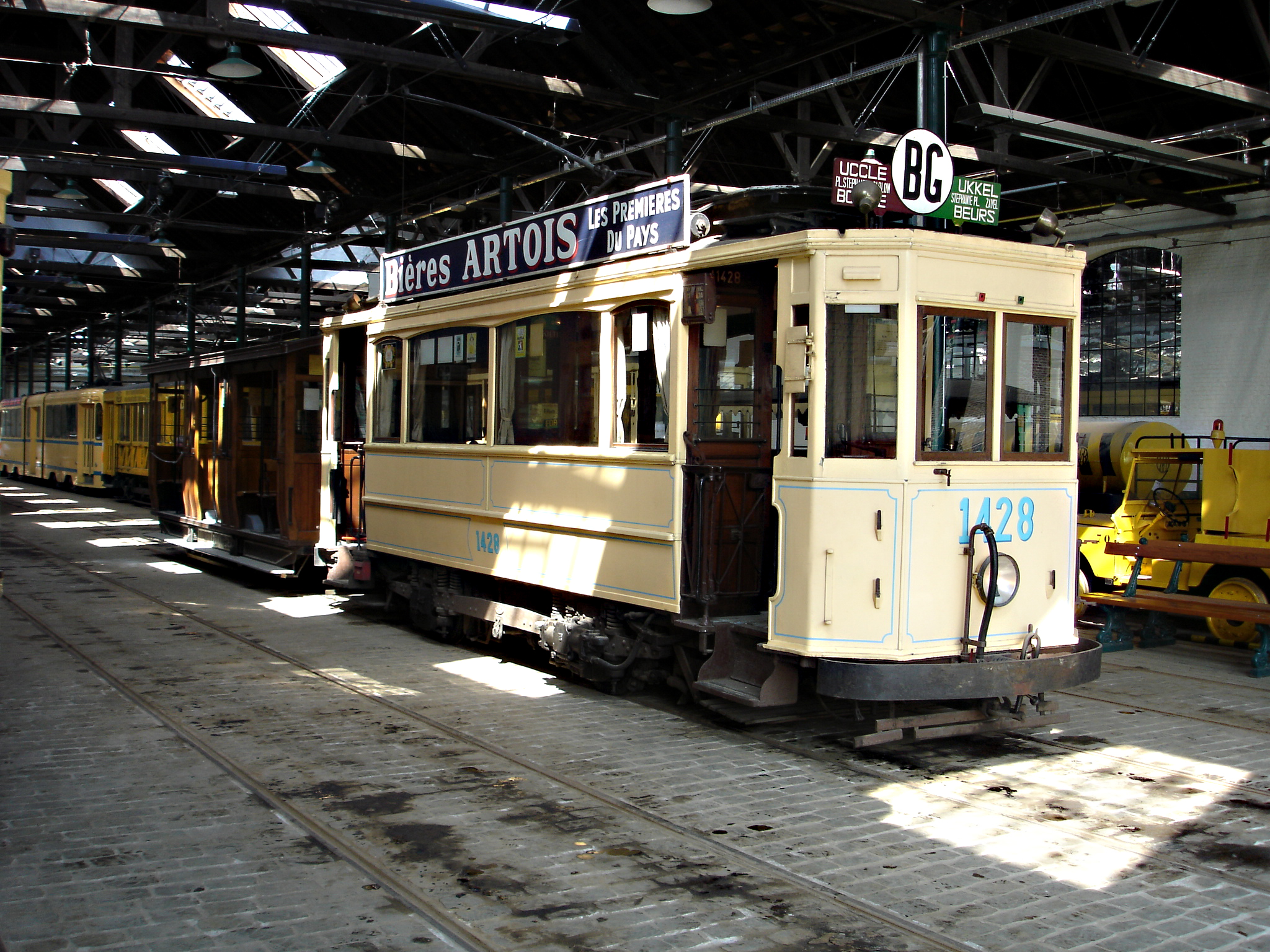
Motorwagen 1428 poseert met open bijwagen en Artois reclame.
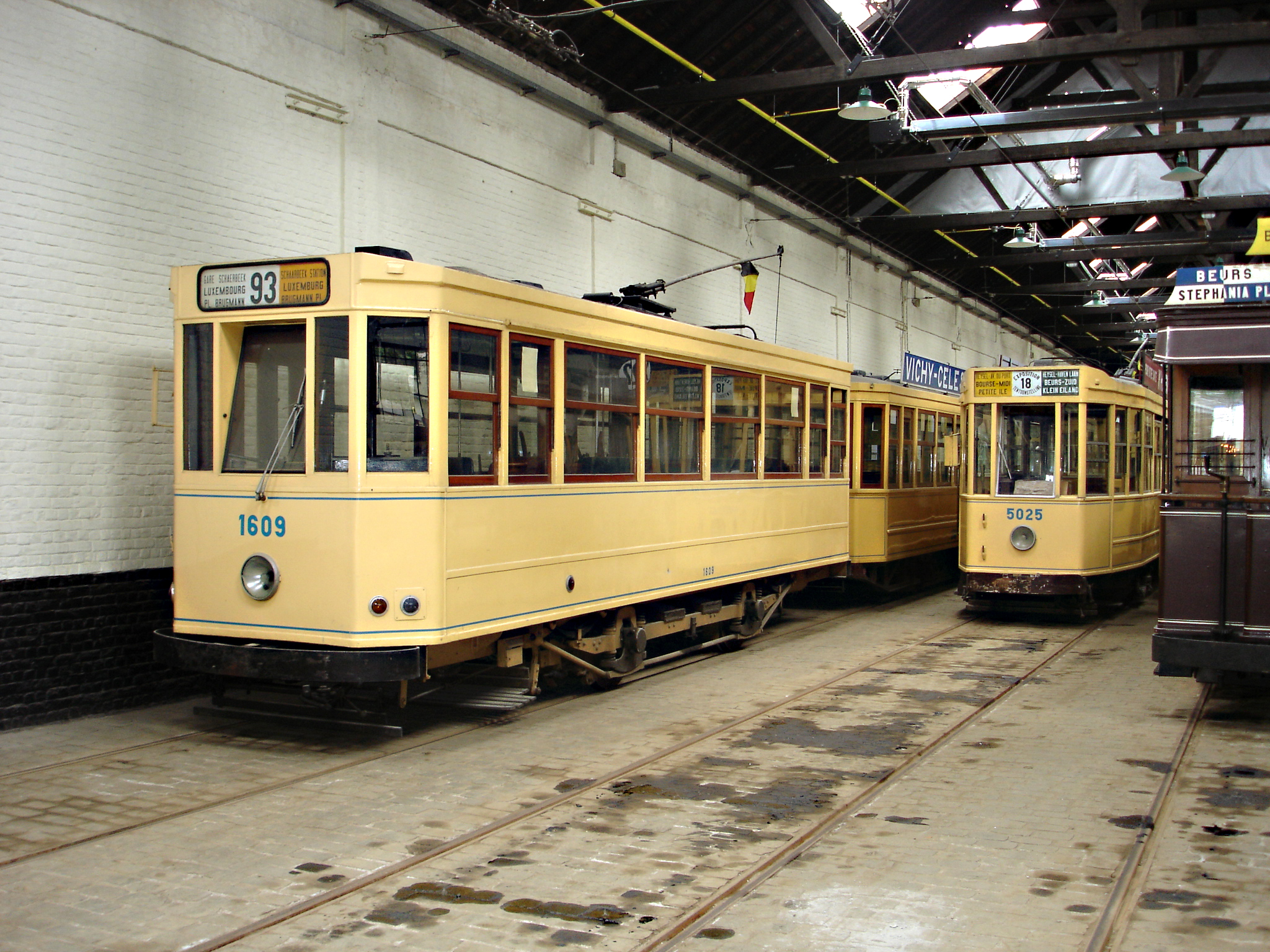
Standaardmotorwagen 1609, uitgerust met ingebouwde koersrol, in tegenstelling tot de 1002.
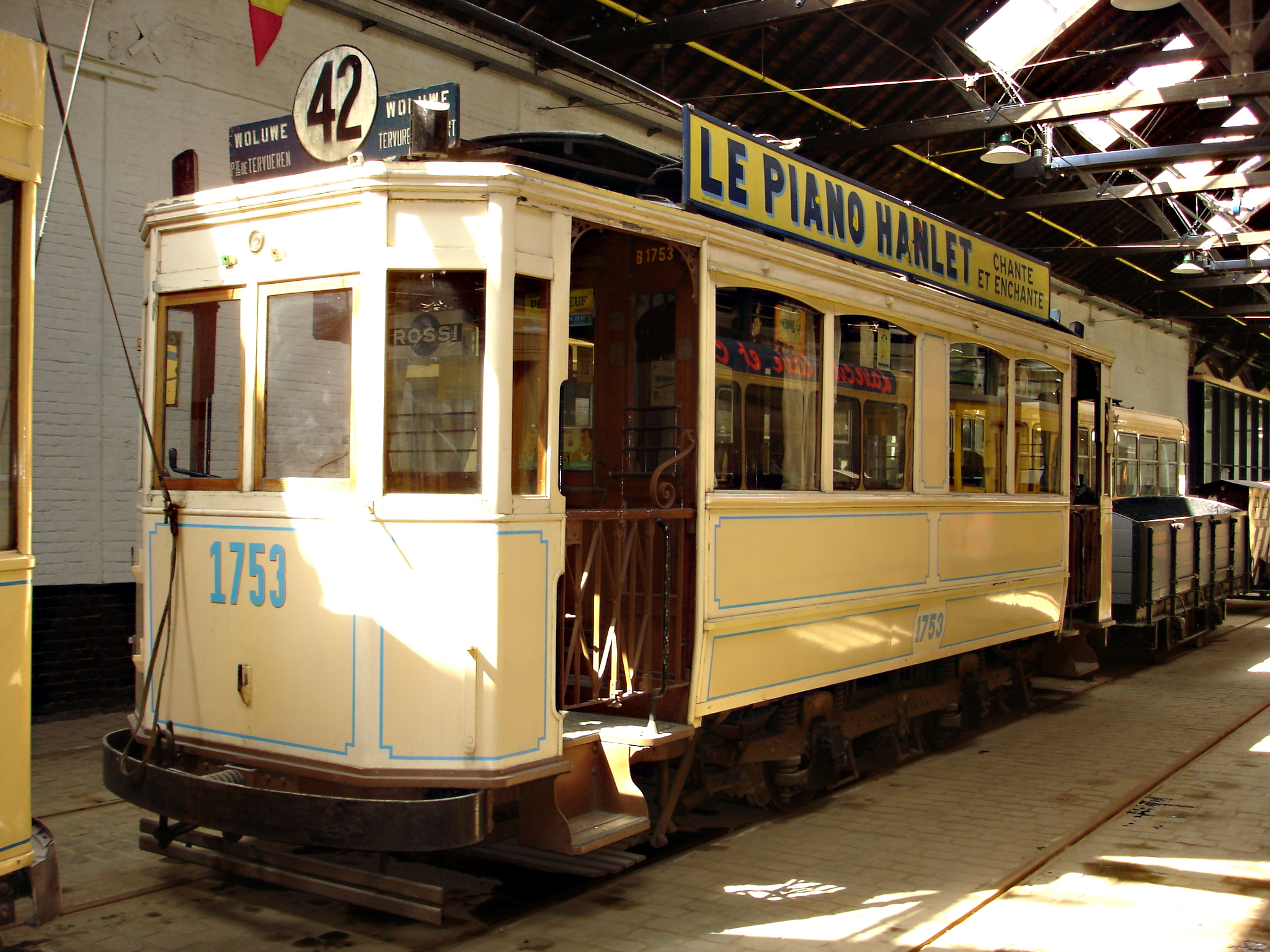
Motorwagen 1753. Deze wagen had een roken- en een niet-rokencompartiment.
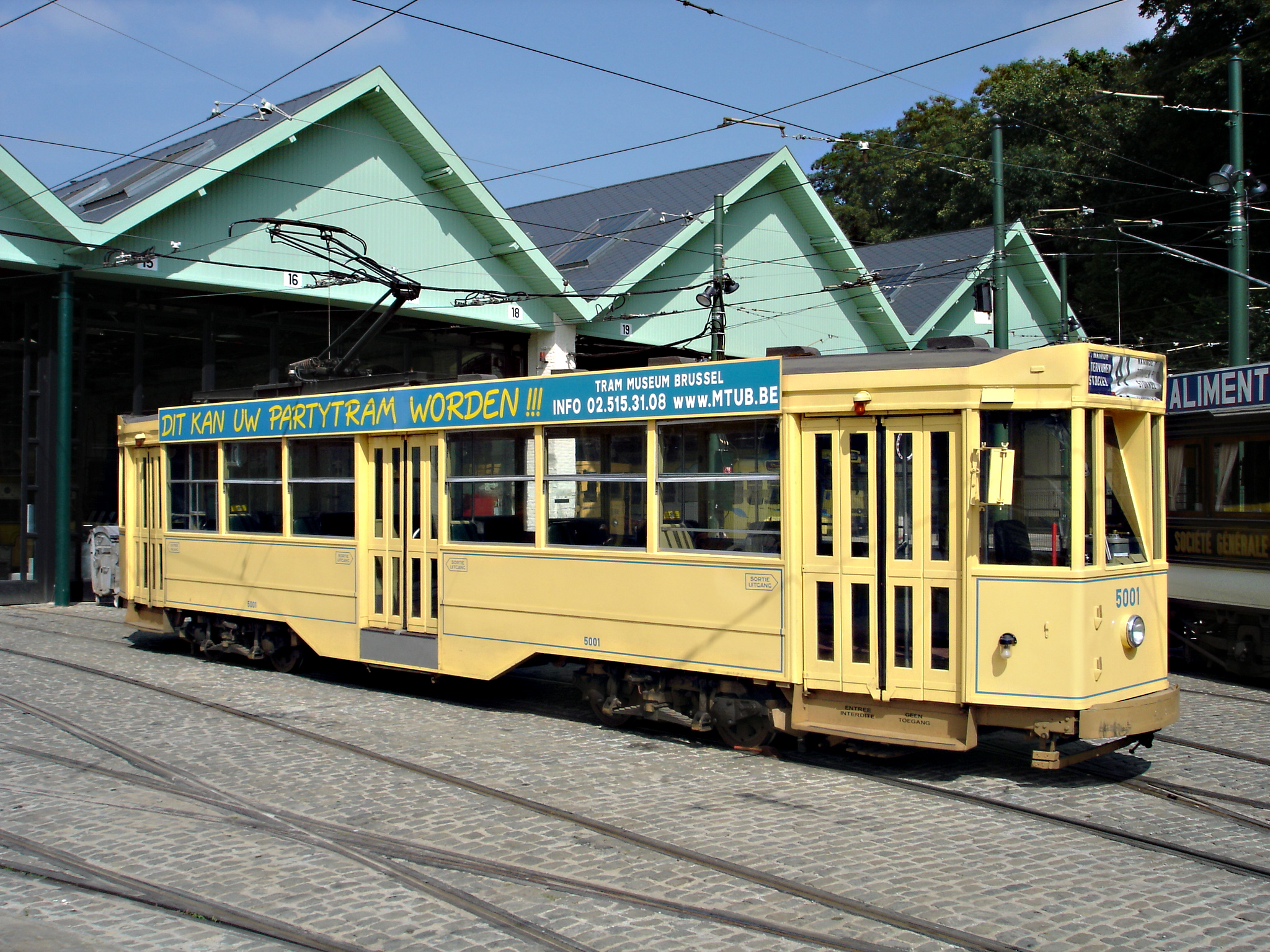
Motorwagen 5001 als museumtram, uitgerust met een pantograaf voor stadsrondritten. Deze grote vierassers werden speciaal gebouwd voor de Brusselse Wereldtentoonstelling.
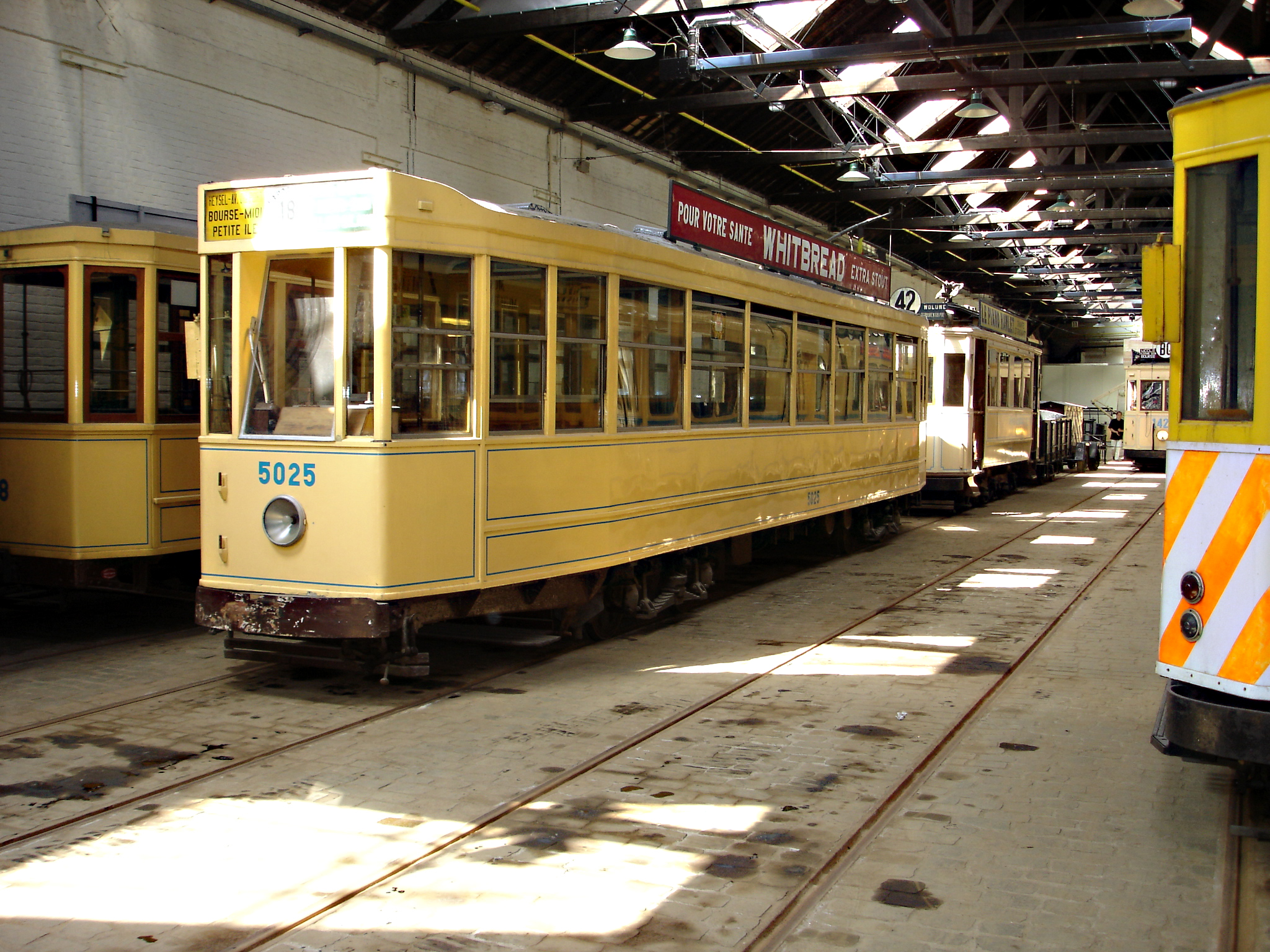
Motorwagen 5025 in de remise. Deze wagen heeft nog de originele trolleystang.
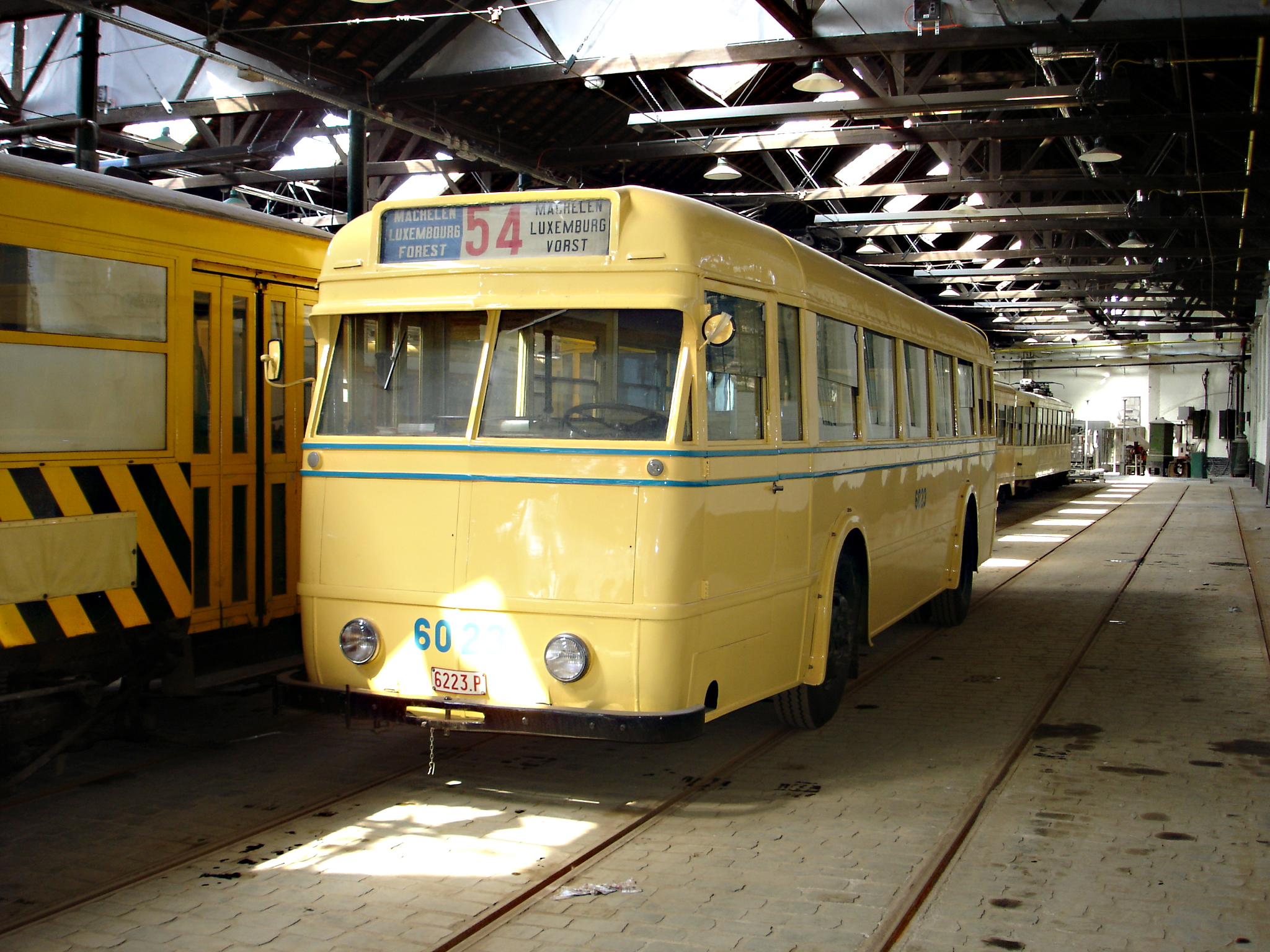
Trolleybus 6023 – bus voor de enige lijn (54) van Brussel die ooit trolleybus was – heeft ook een plekje in het museum. Wegens het ontbreken van tweepolige bovenleiding in Brussel kan hij geen reguliere dienst meer doen, maar hij kan tramlijnen volgen, met één trolleystang op de bovenleiding en een metalen keten achteraan in een tramrail.
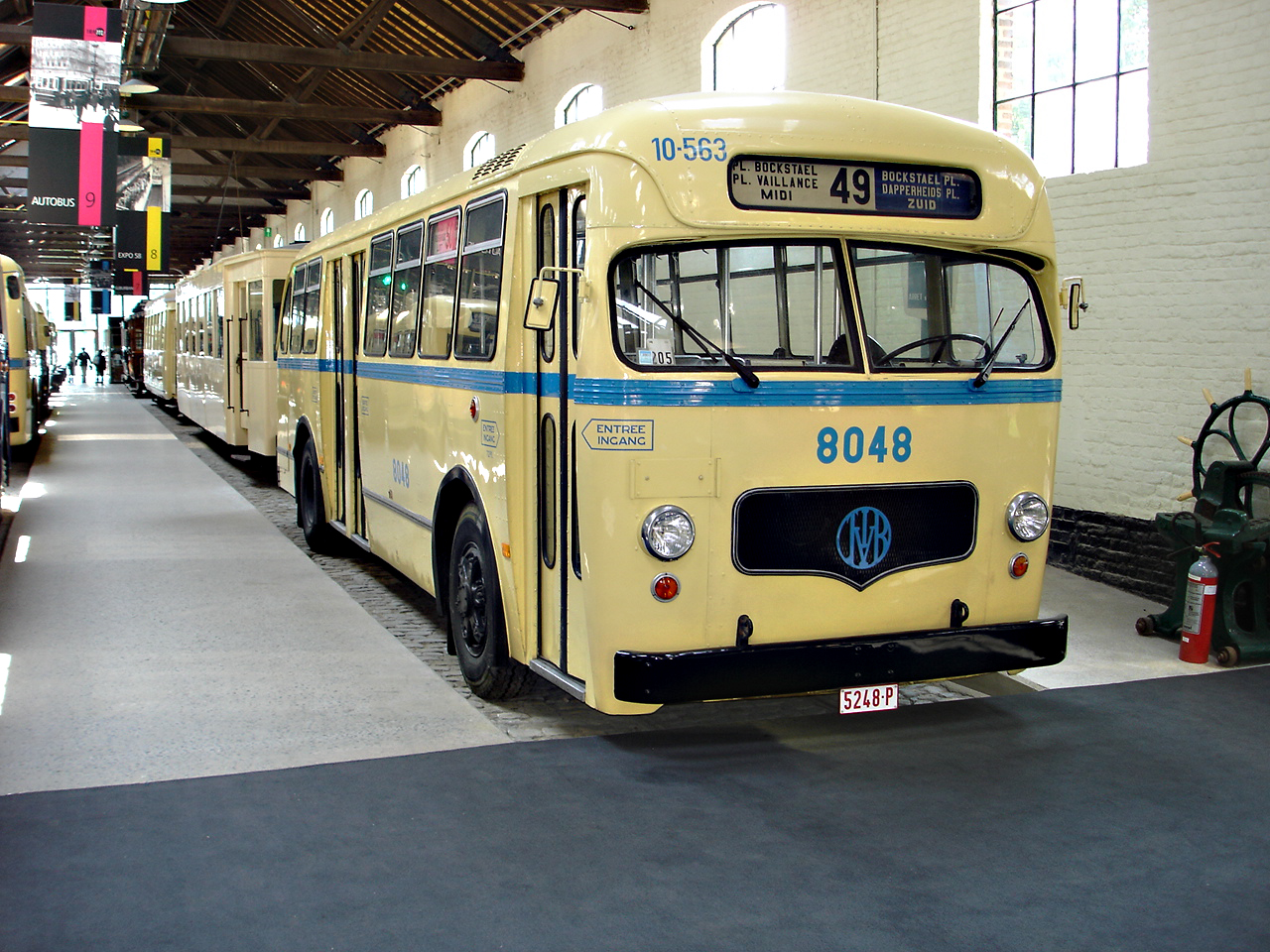
Bus 8048 in een uitmonstering als lijn 49.
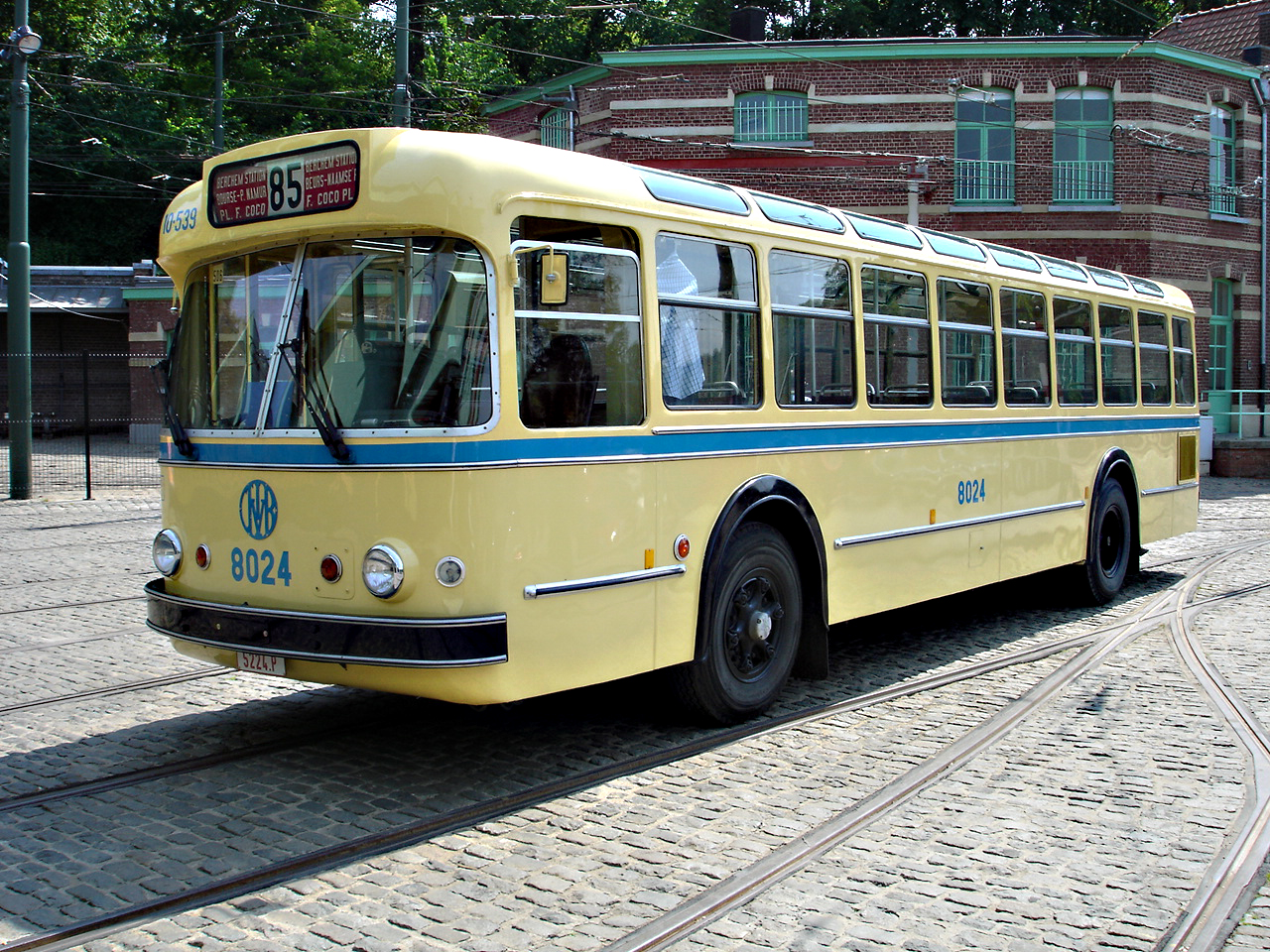
Bus 8024 staat op het museumterrein klaar voor een rondrit. De bus heeft panoramaruiten.
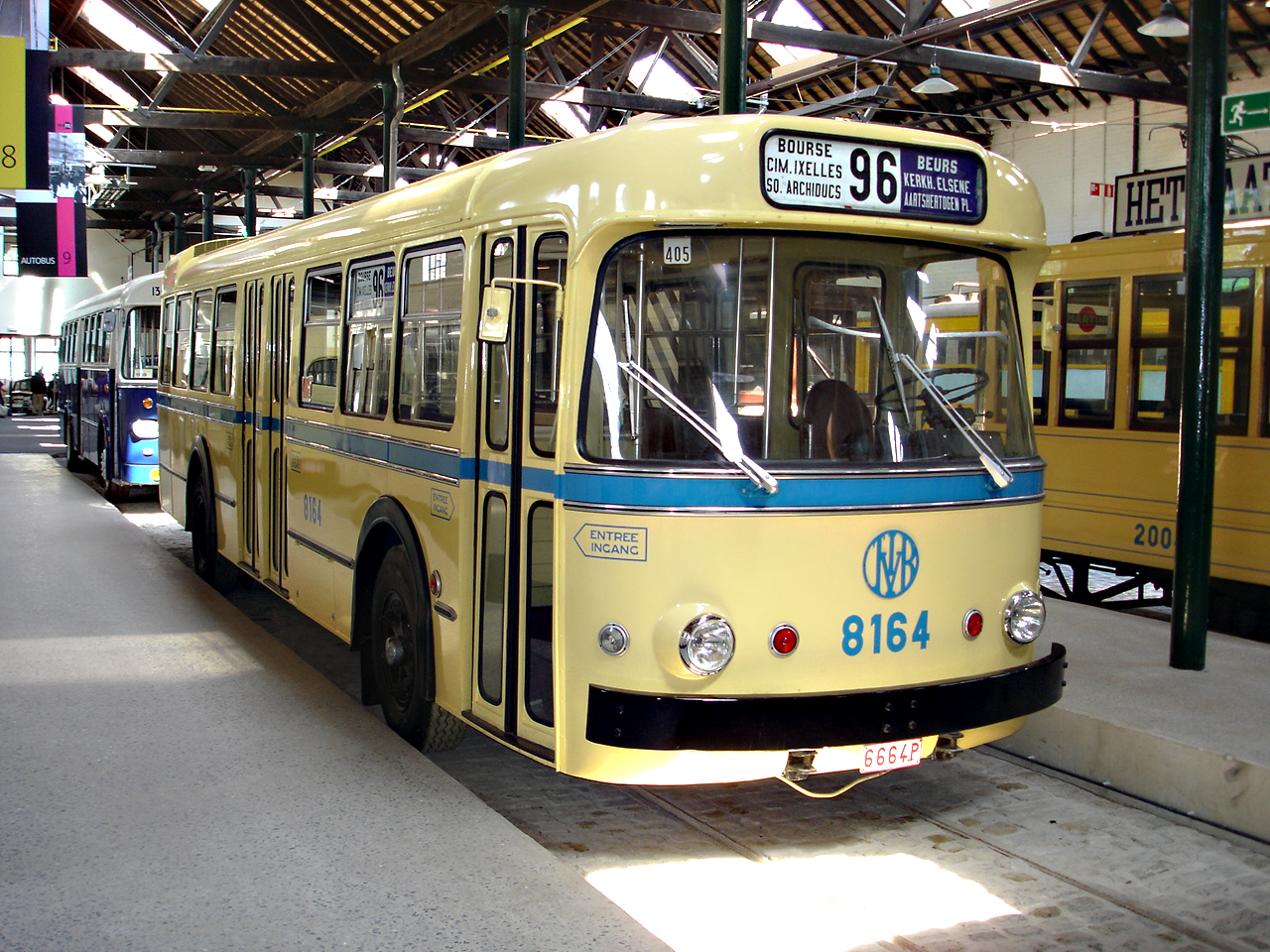
Bus 8164 is de jongste bus uit de collectie.
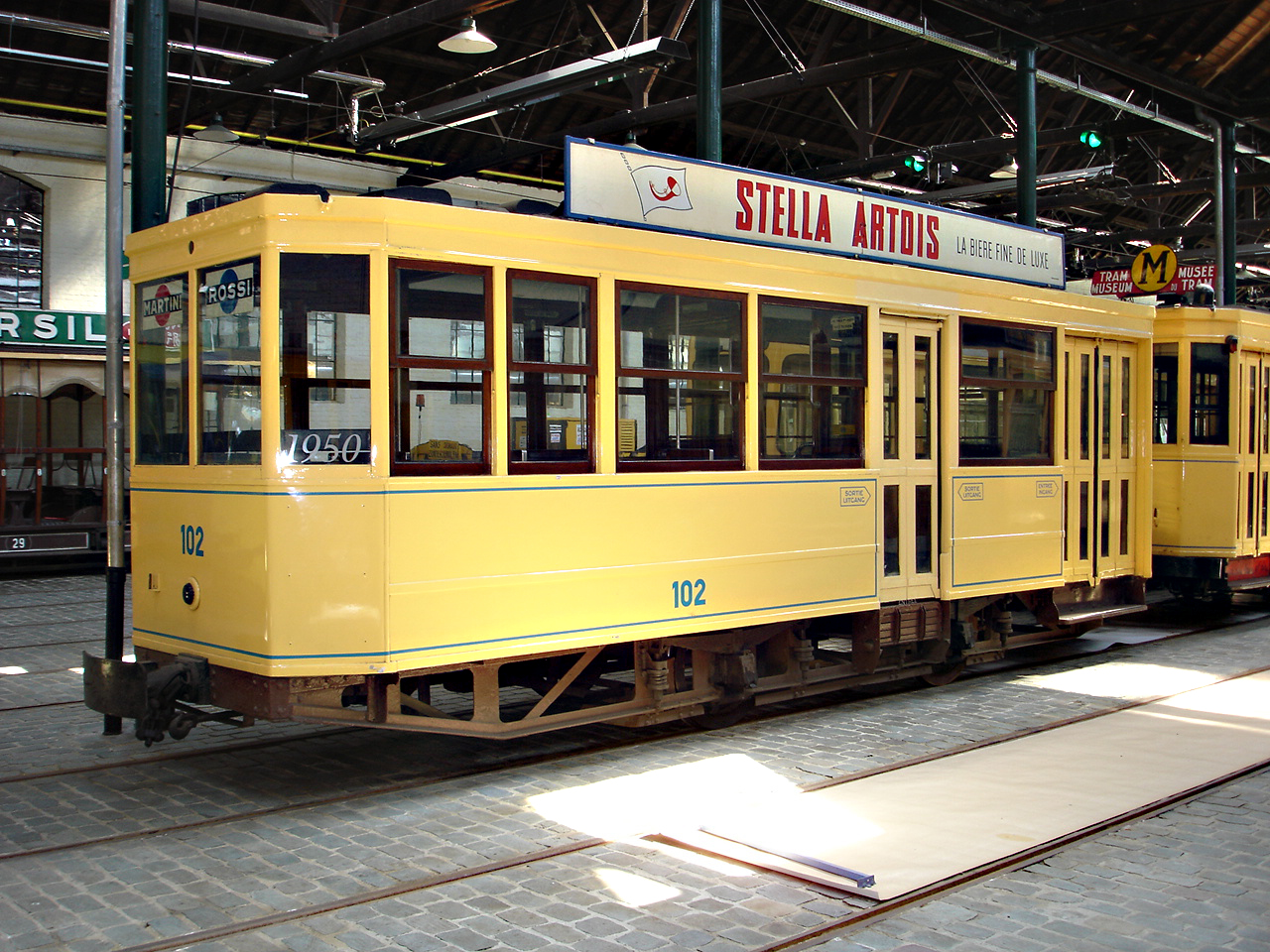
Standaardbijwagen 102 vormde altijd een koppel met een standaardmotorwagen. Uitvoering van rond 1950.
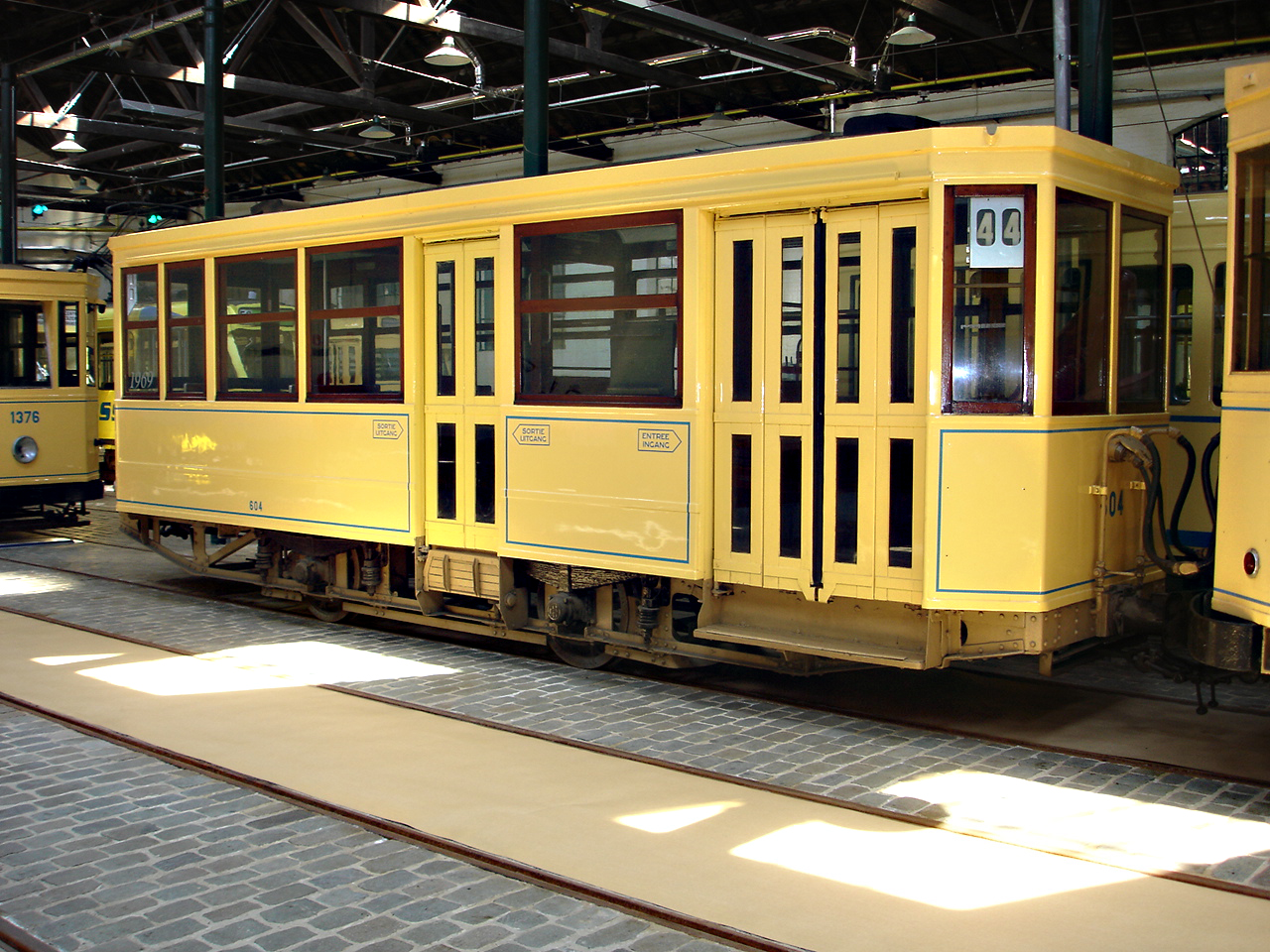
Standaardbijwagen 604 in een uitvoering van rond 1969.
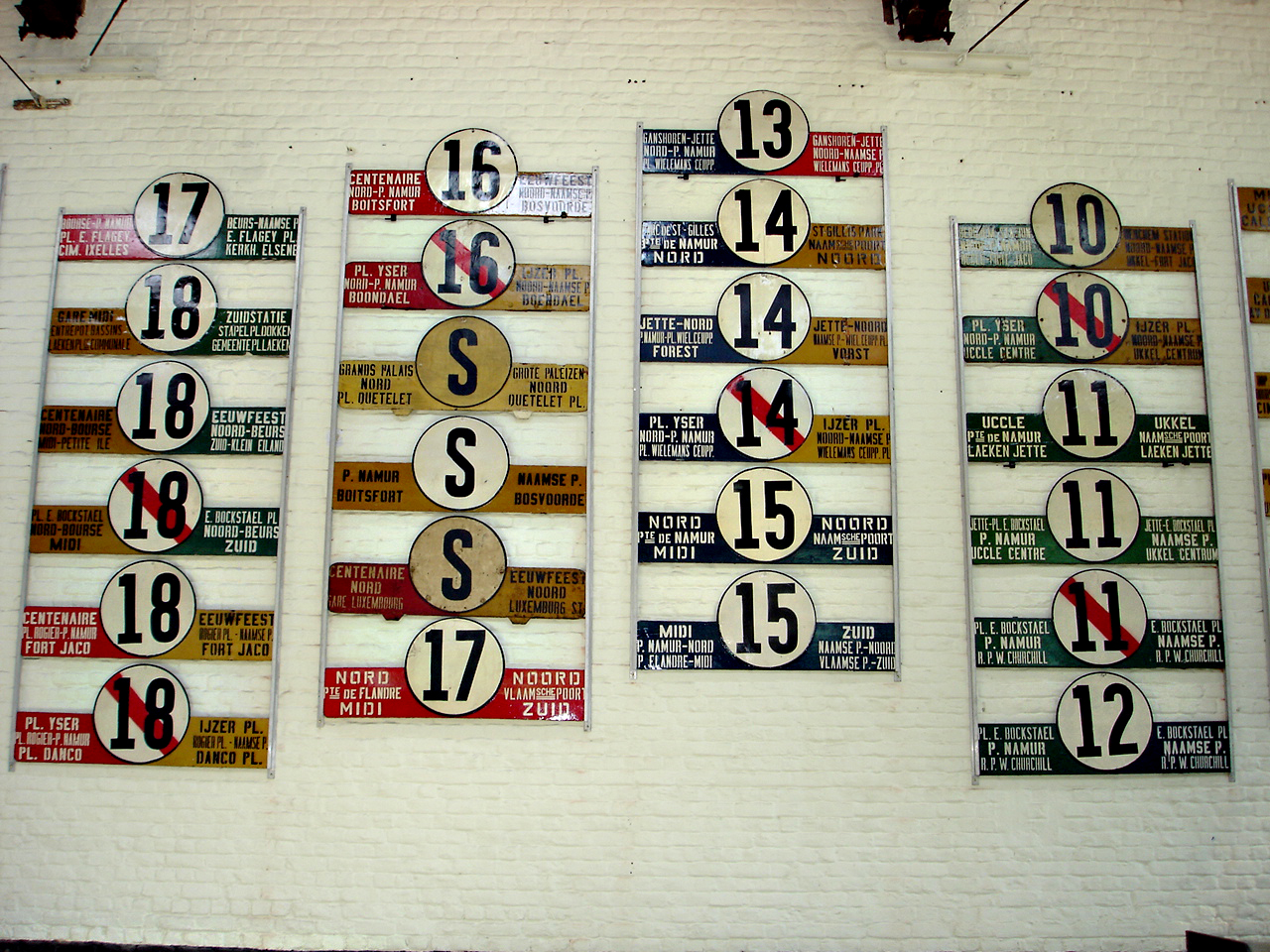
Aan de muur van het museum vele koersborden met lijnkleuren uit vervlogen tijden.
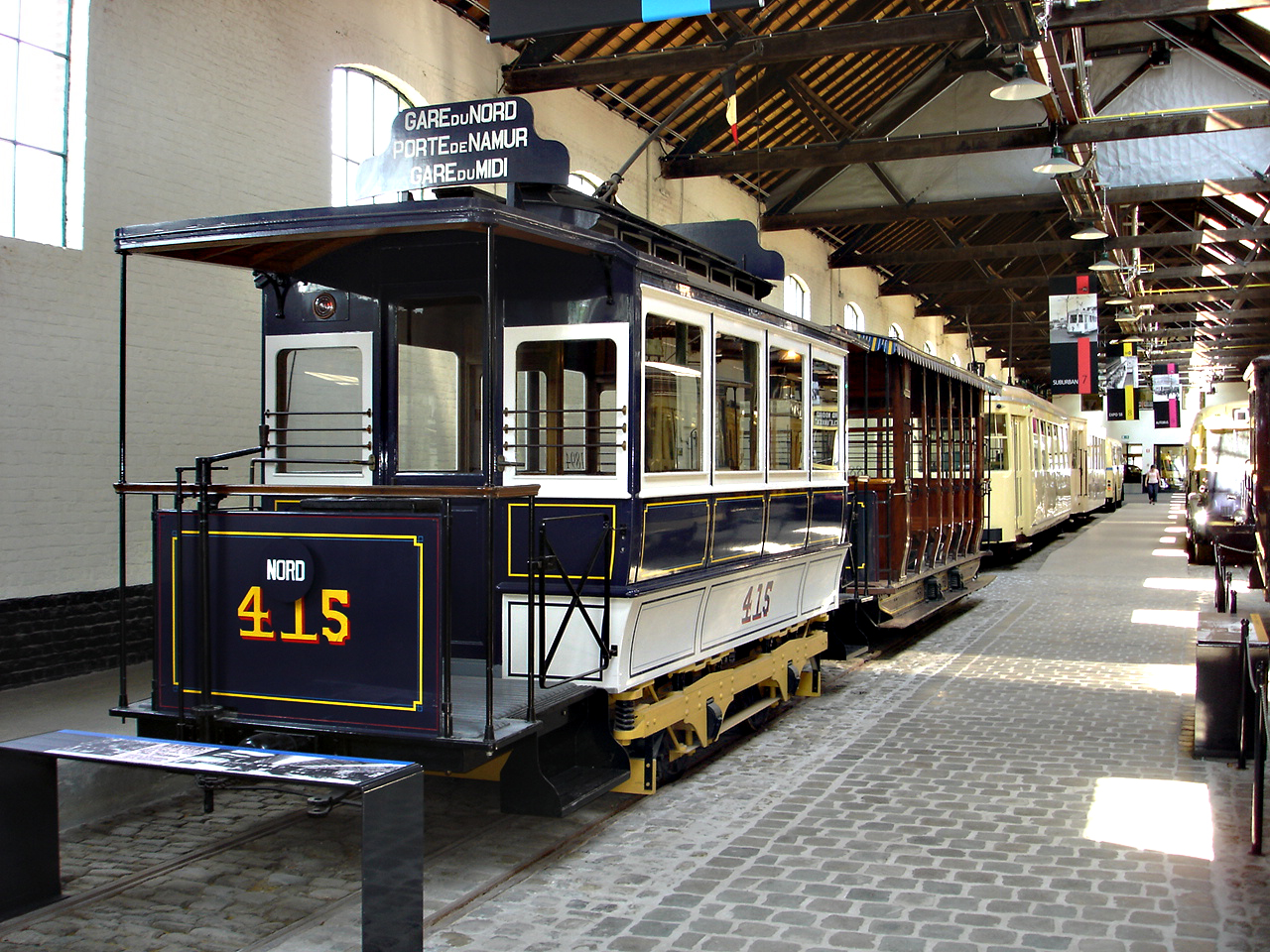
Motorwagen 415 van de Tramways Bruxellois uit 1888 uitgedost als lijn Noordstation – Naamse Poort – Zuidstation.
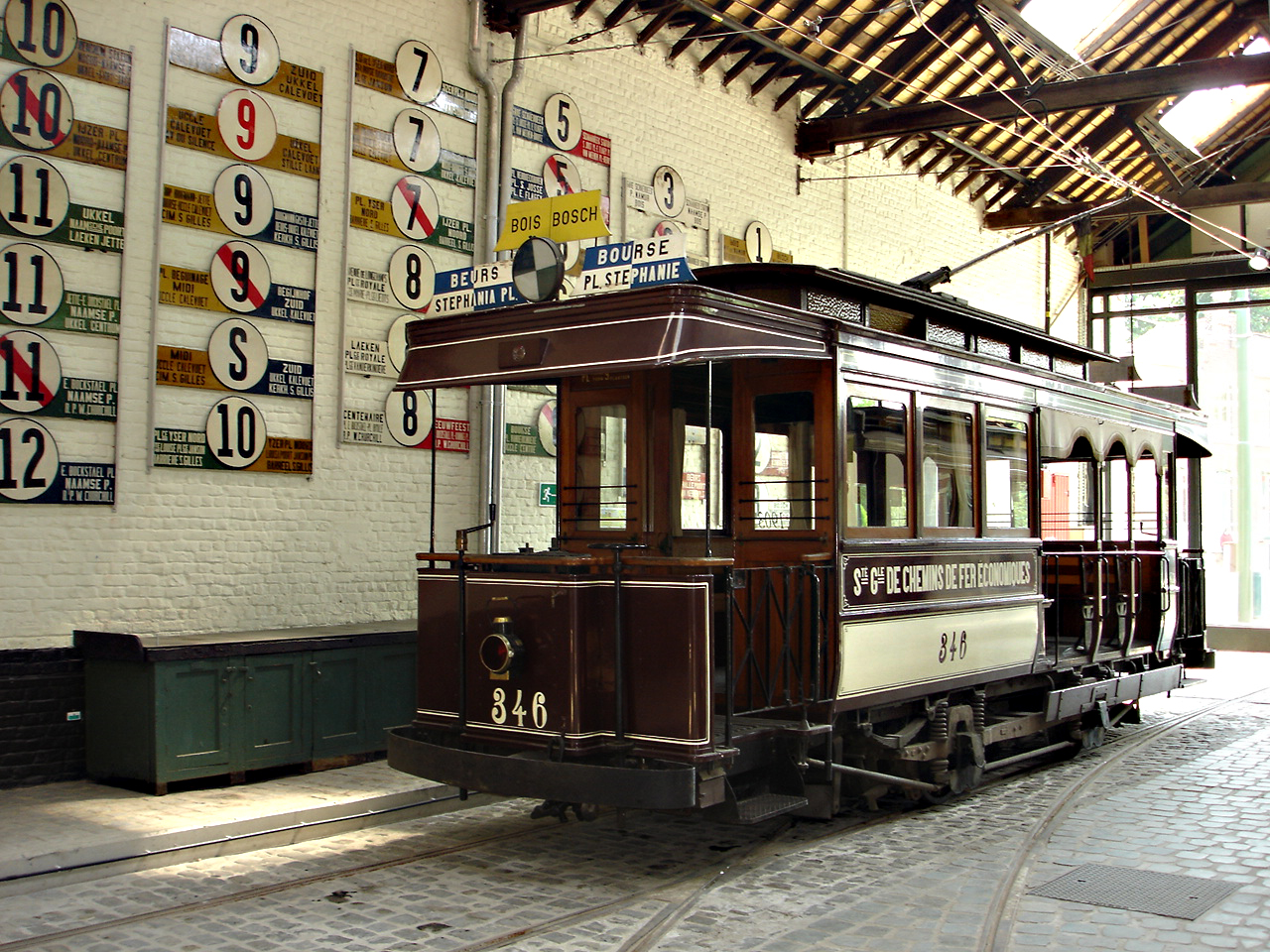
Halfopen motorwagen 346 van de Chemins de Fer Économiques met koersborden van de lijnen 8 t/m 10.
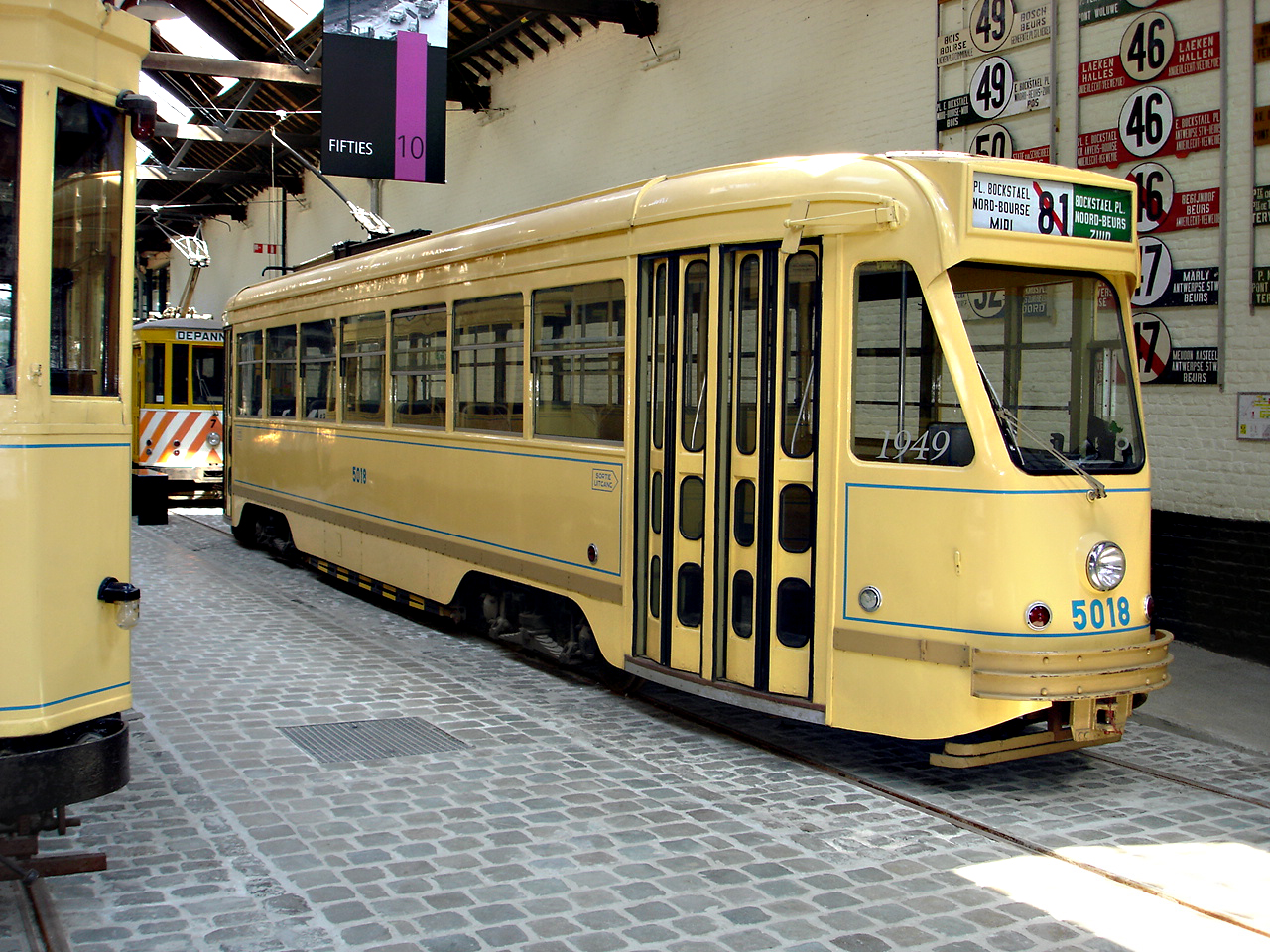
Motorwagen 5018 uit een serie in 1935 door La Dyle gebouwde grote vierassige motorwagens met 2 draaistellen. Deze tram kreeg later een experimenteel PCC-uiterlijk. Uitmonstering van 1949.
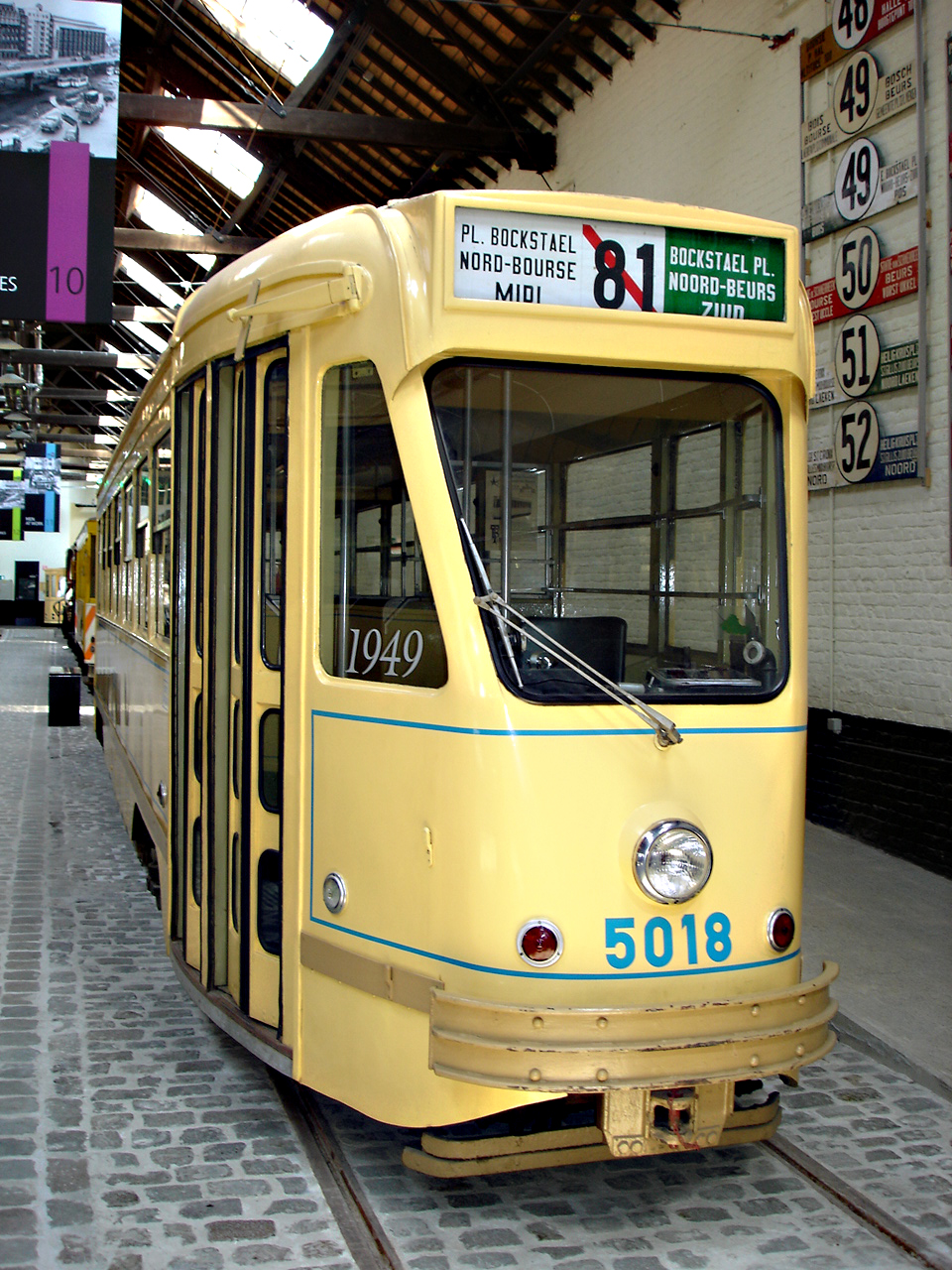
Het front van de 5018 vertoont duidelijke overeenkomsten met de latere PCC-series (vanaf nrs. 7000).
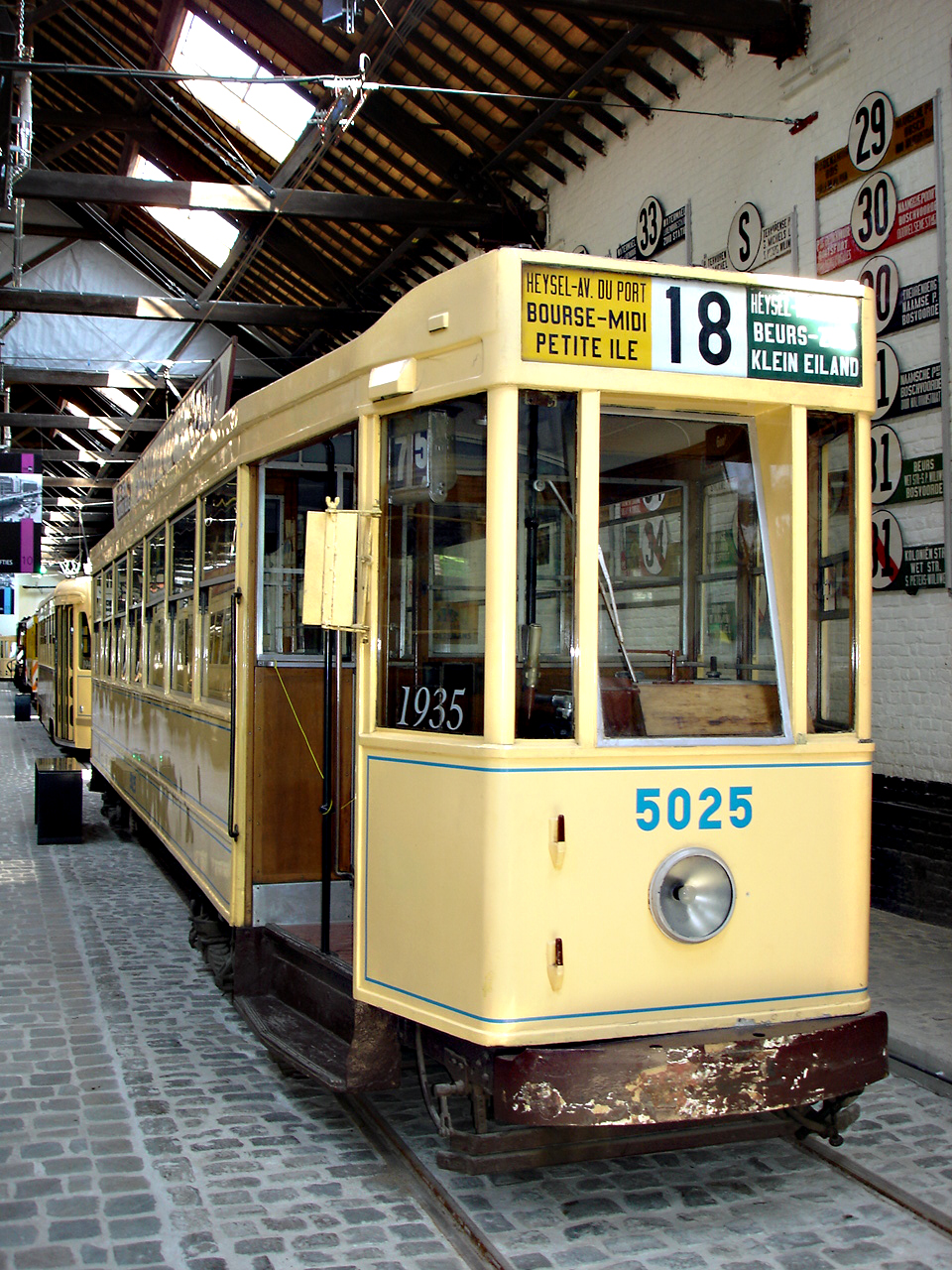
Het front van motorwagen 5025 in de uitmonstering van 1935 op lijn 18.
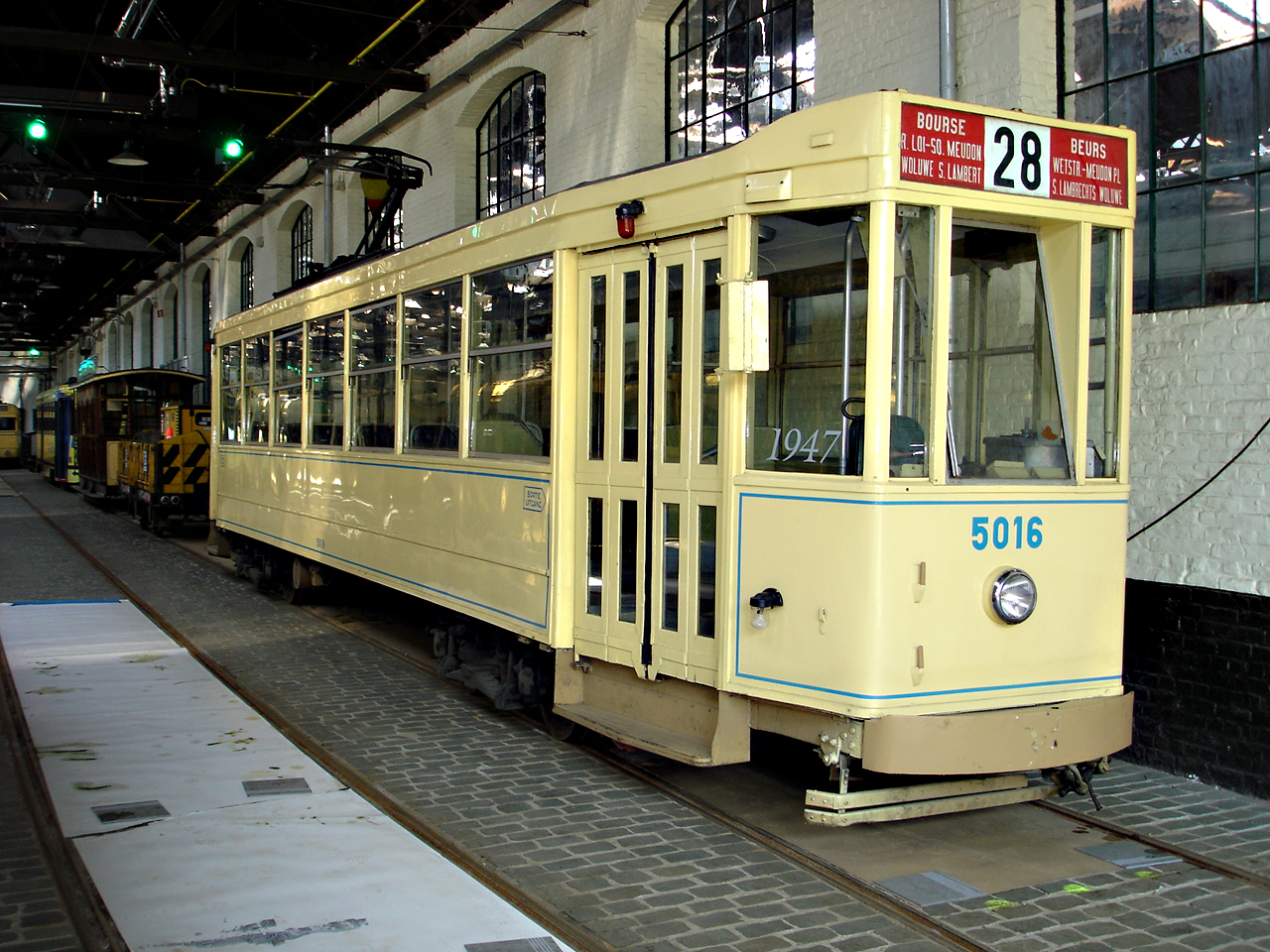
Motorwagen 5016 is gerestaureerd als in 1947 op lijn 28.
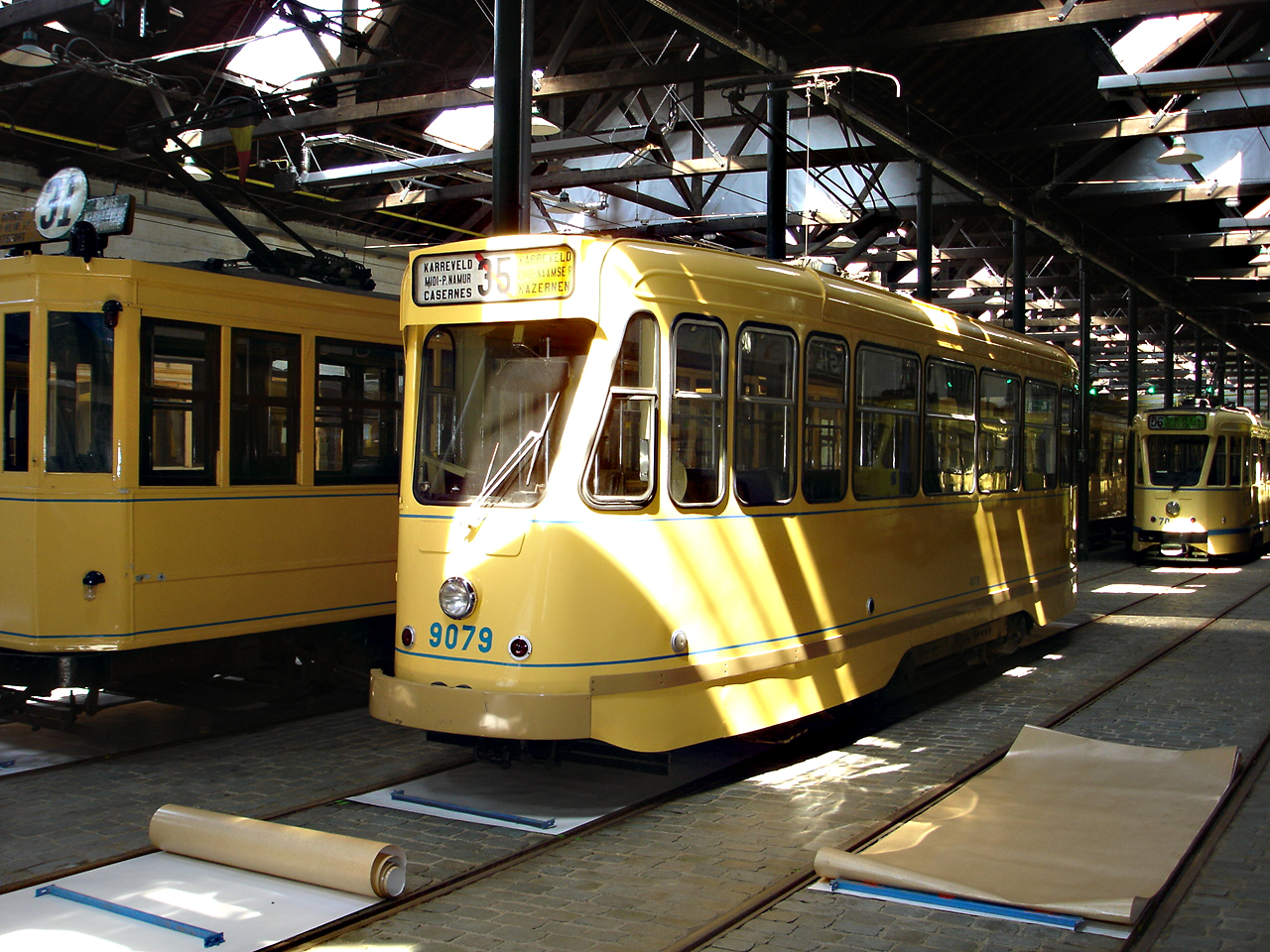
Motorwagen 9079 is een van de gemoderniseerde tweeassige motorwagens die een nieuwe carrosserie kregen. Ze werden ingezet als eenmanswagen op lijnen met een zeer laag passagiersvervoer. 9079 heeft een pantograaf.
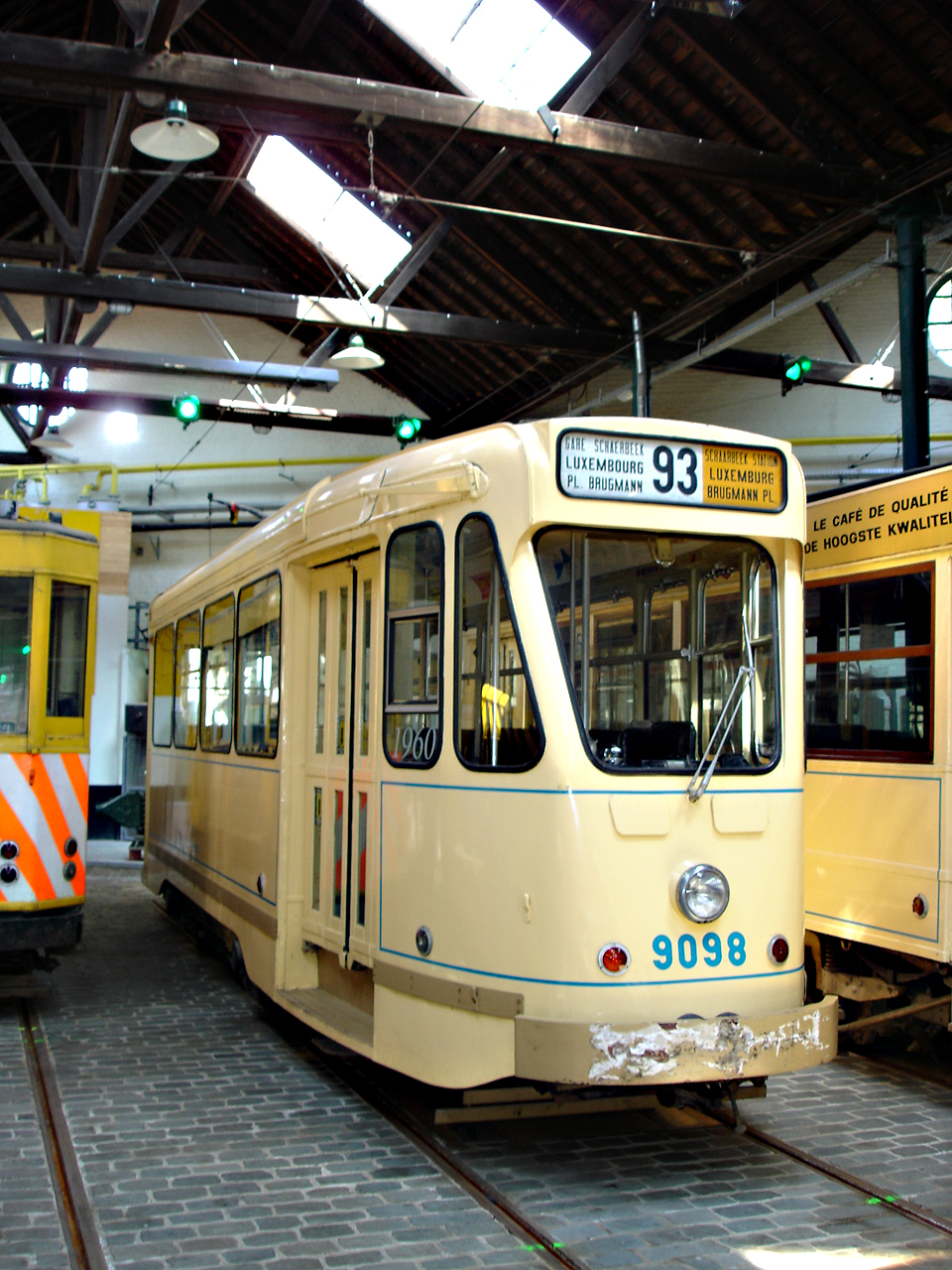
Uit dezelfde serie als de 9079, de 9098 met trolleystang. Sommige van deze trams werden naar Zuid-Amerika verkocht.
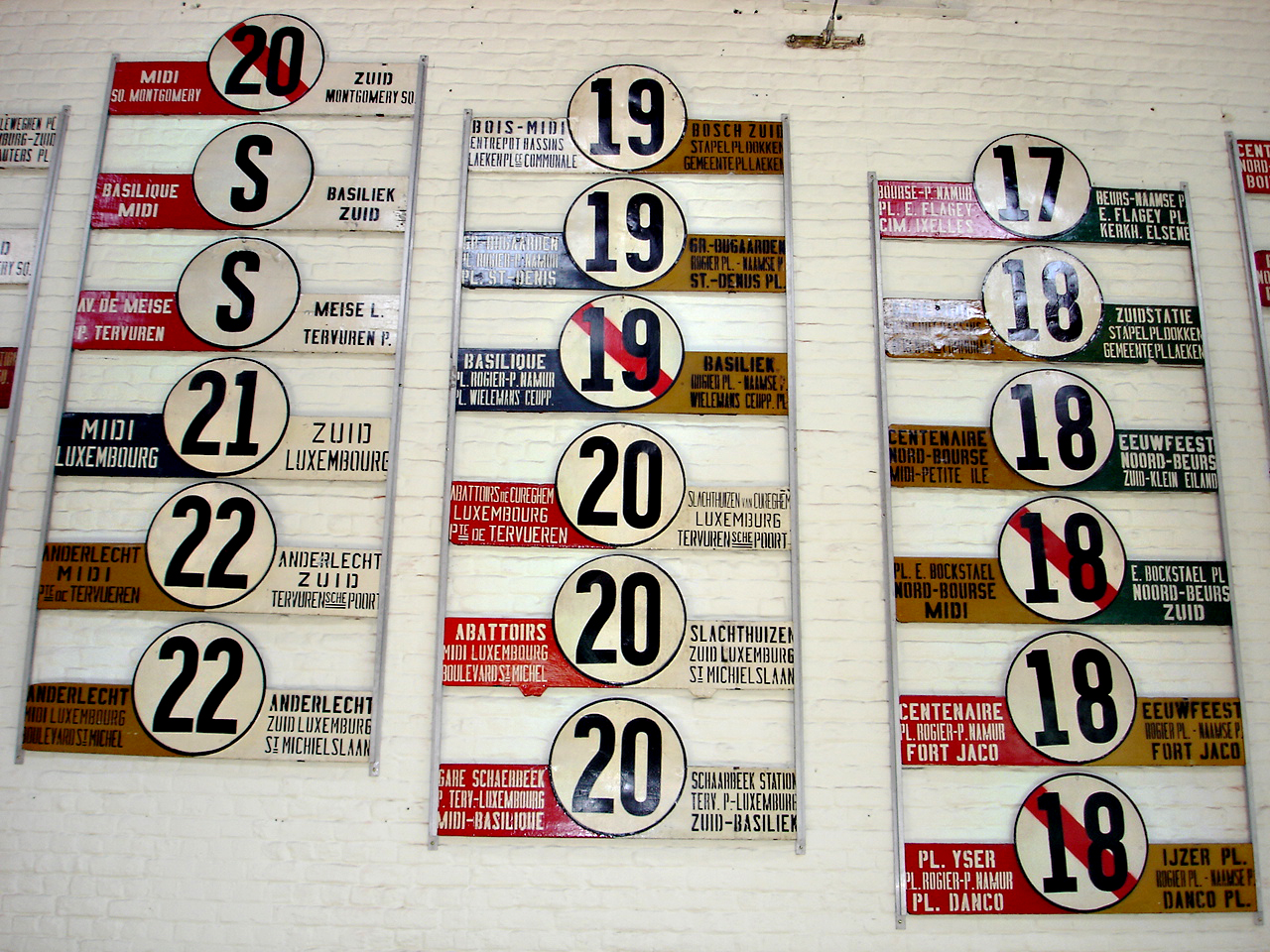
Koersborden met lijnkleuren uit vervlogen tijden van de lijnen 18 tot 20 en S.
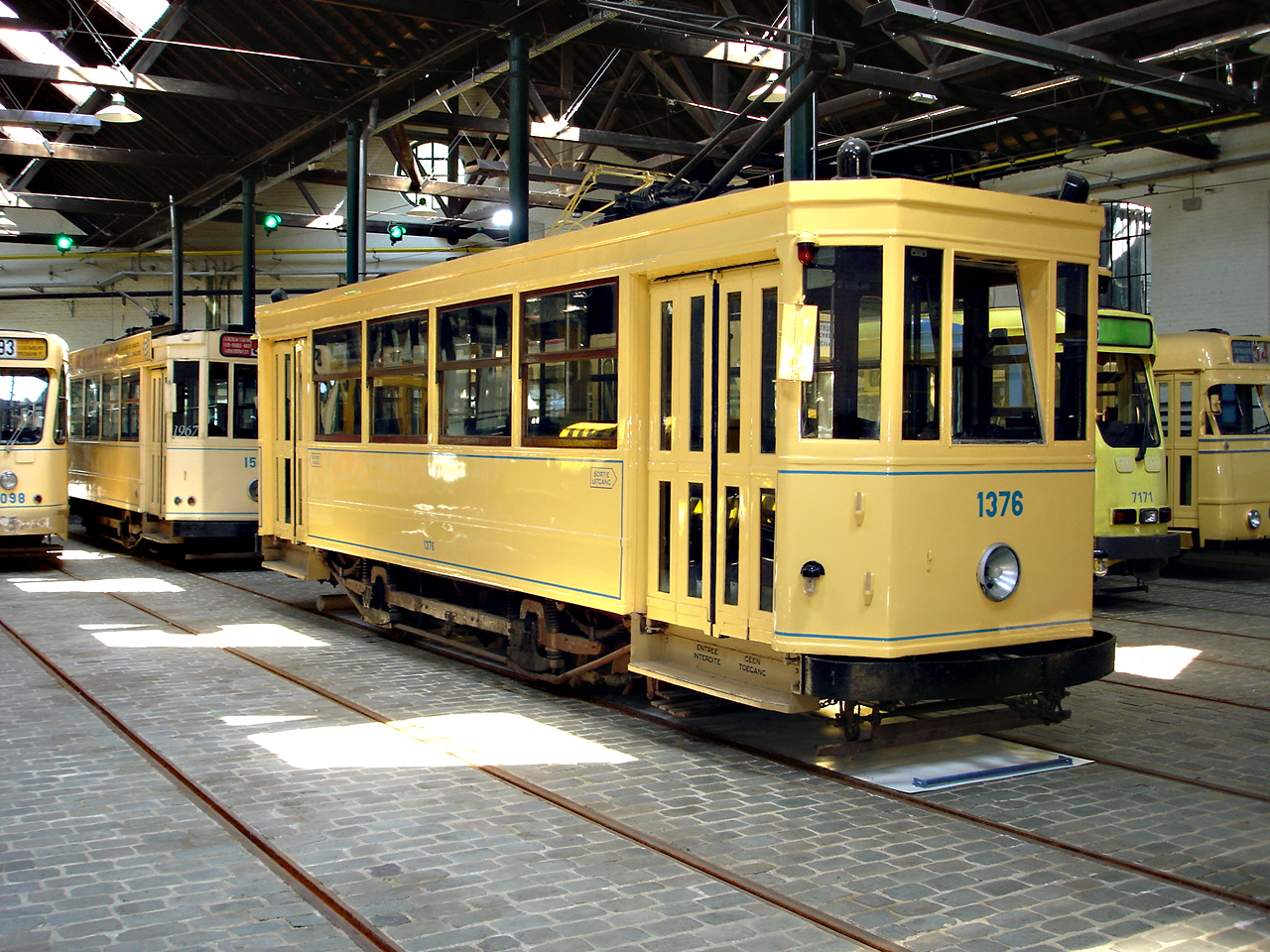
Standaardmotorwagen uit 1936/38, gebouwd door de Tramway Bruxellois, met pantograaf en zonder lijnfilmrollen.
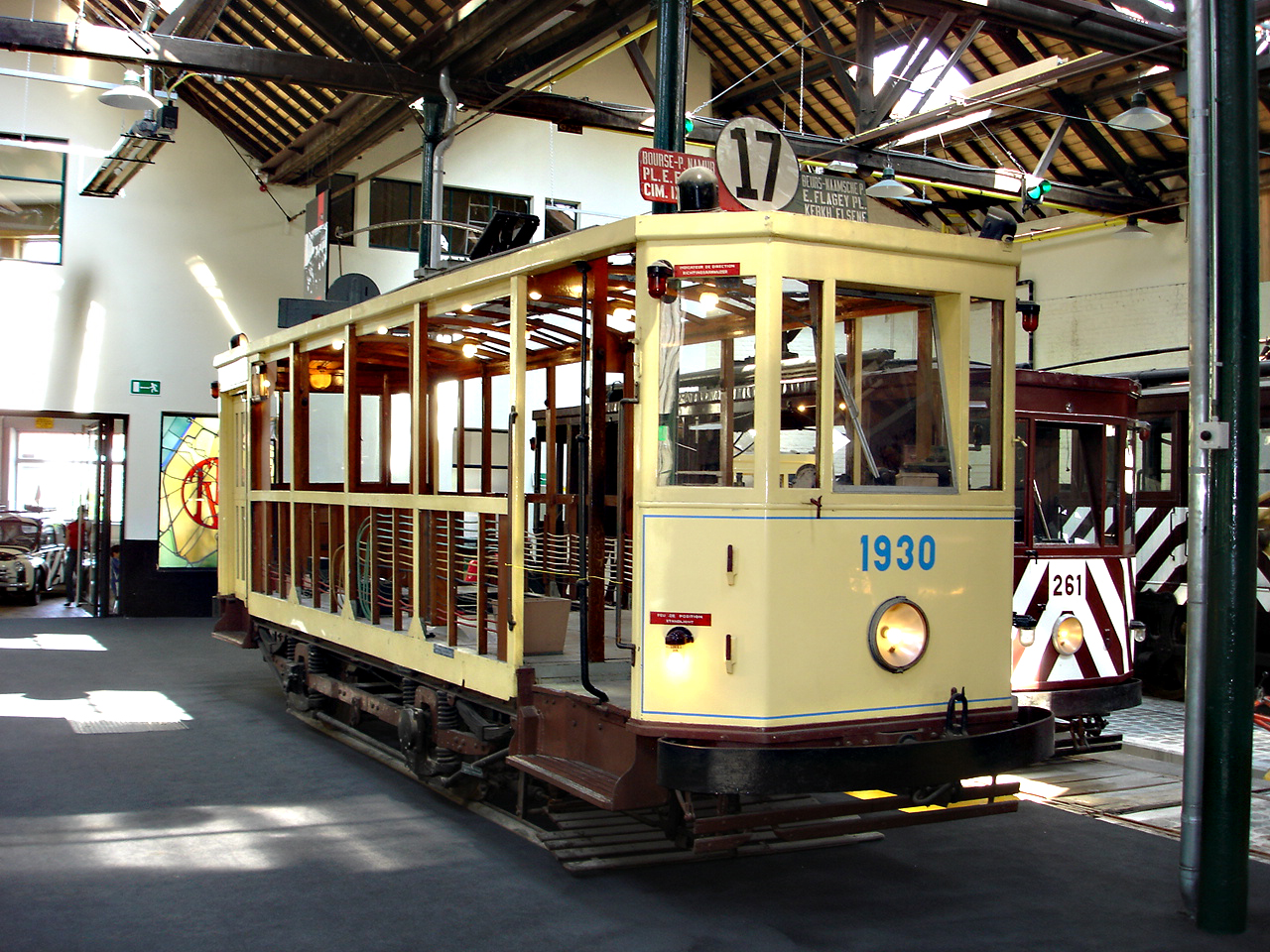
Motorwagen 1930 is nog in opbouw.
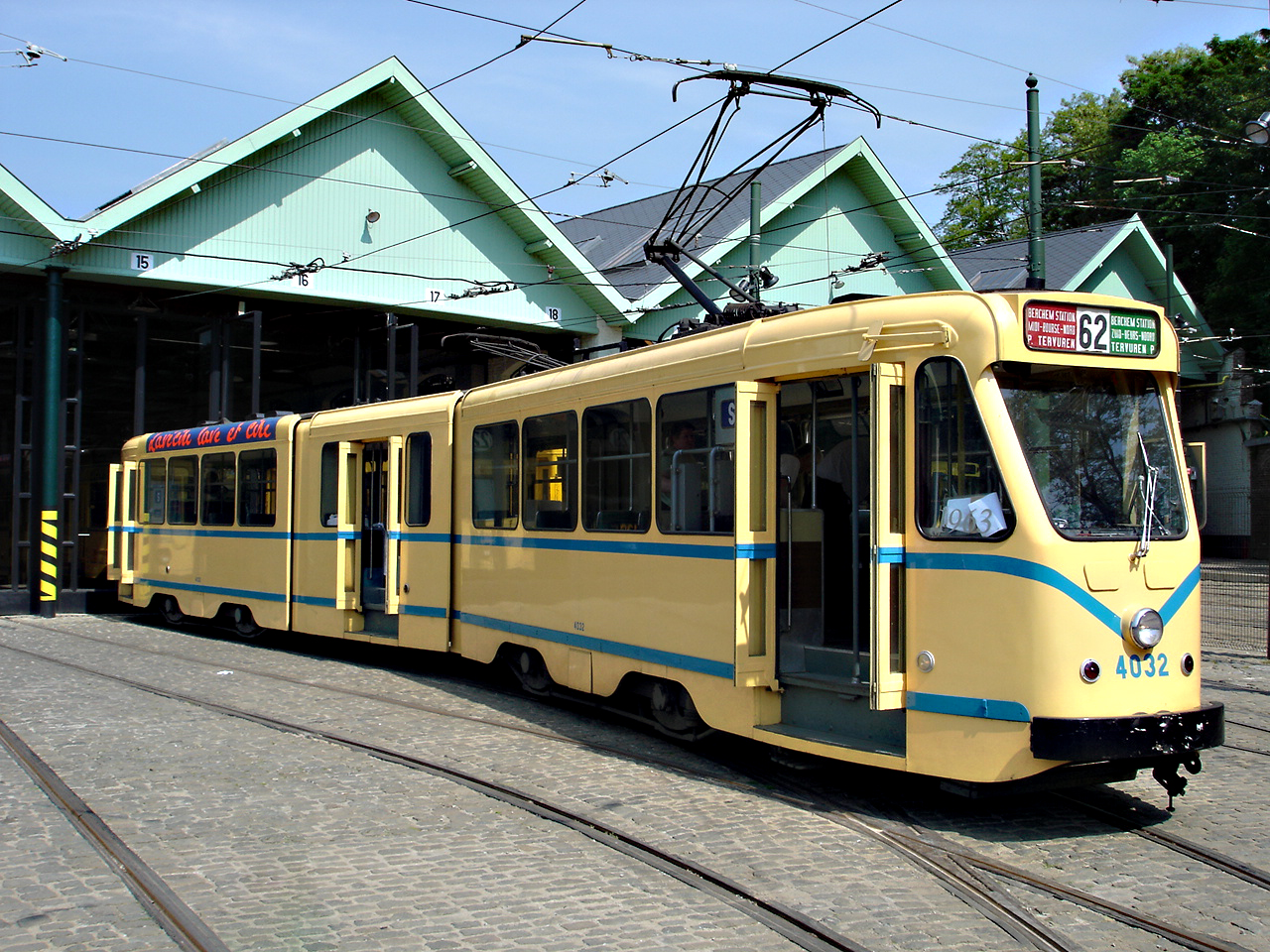
De MIVB bouwde vele 2 tweeassige motorwagens om tot een gelede tram met een nieuw zwevend middendeel (zonder draaistel). Deze trams hadden de bijnaam 'twee kamers met bad'.
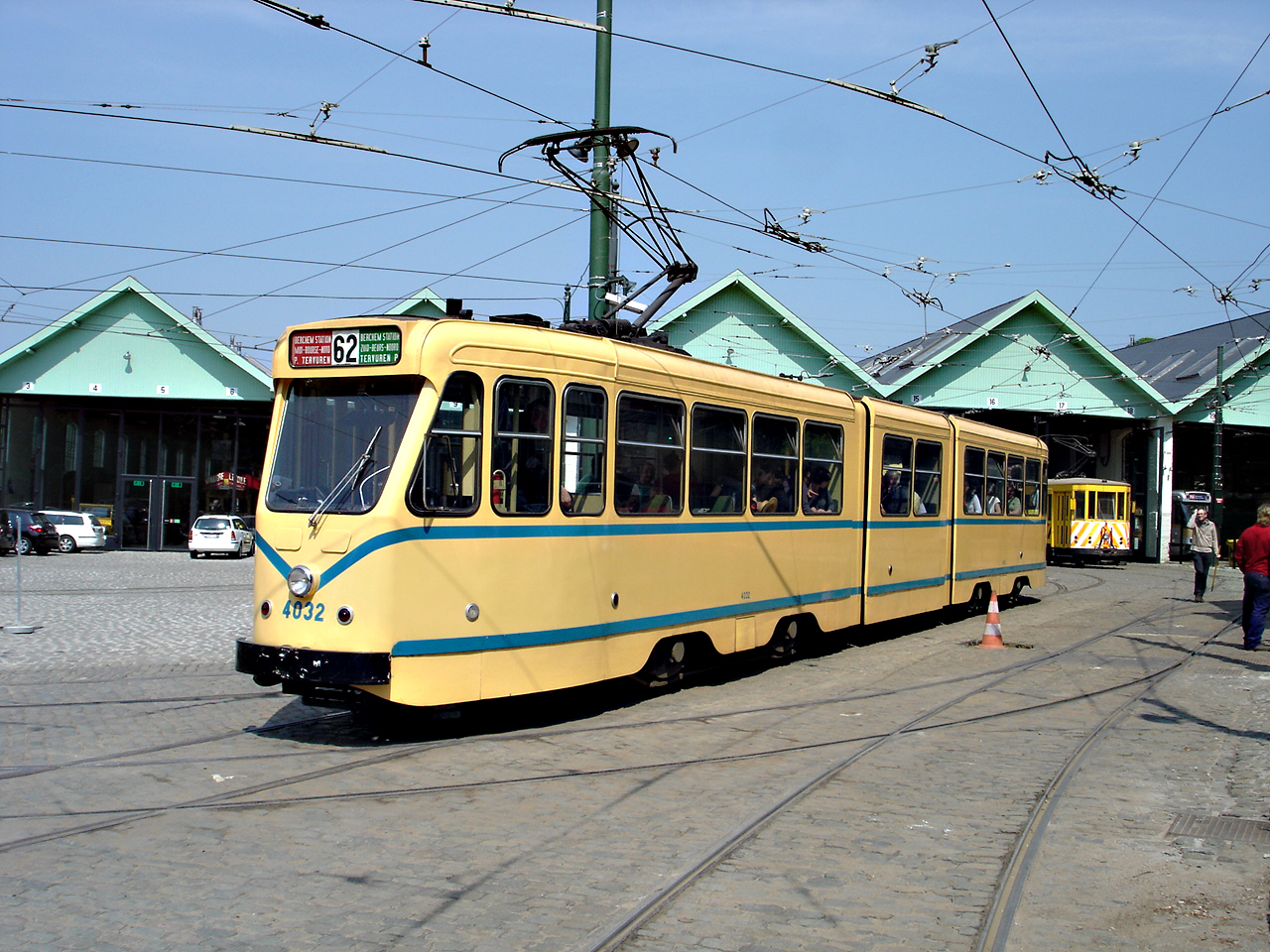
Oorspronkelijk hadden deze wagens ook een trolleystang. Zie de gelijkenis met de tweeassers nrs. 9079 en 9098.
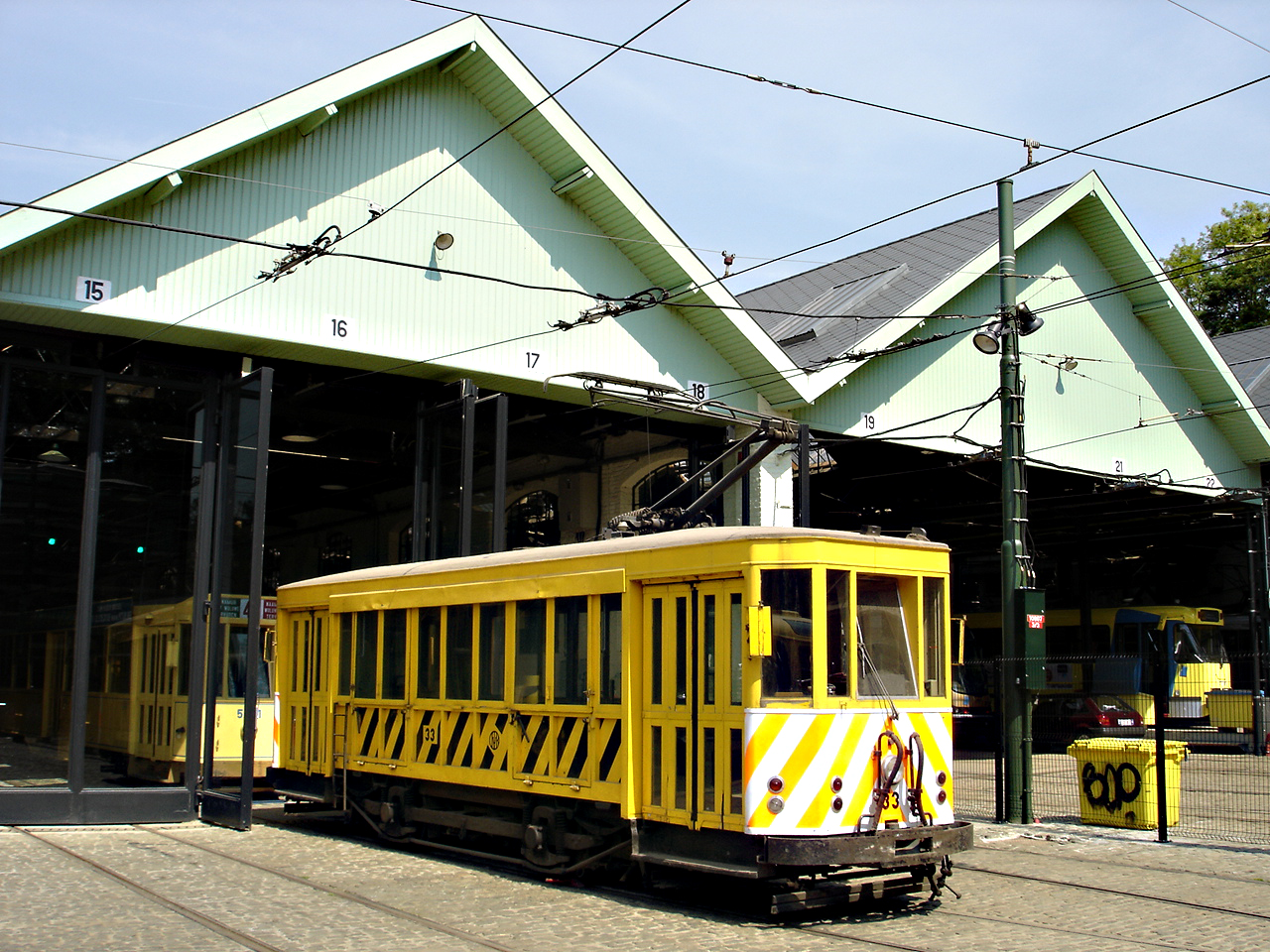
Werkwagen 33 heeft ook een plaatsje in het museum.
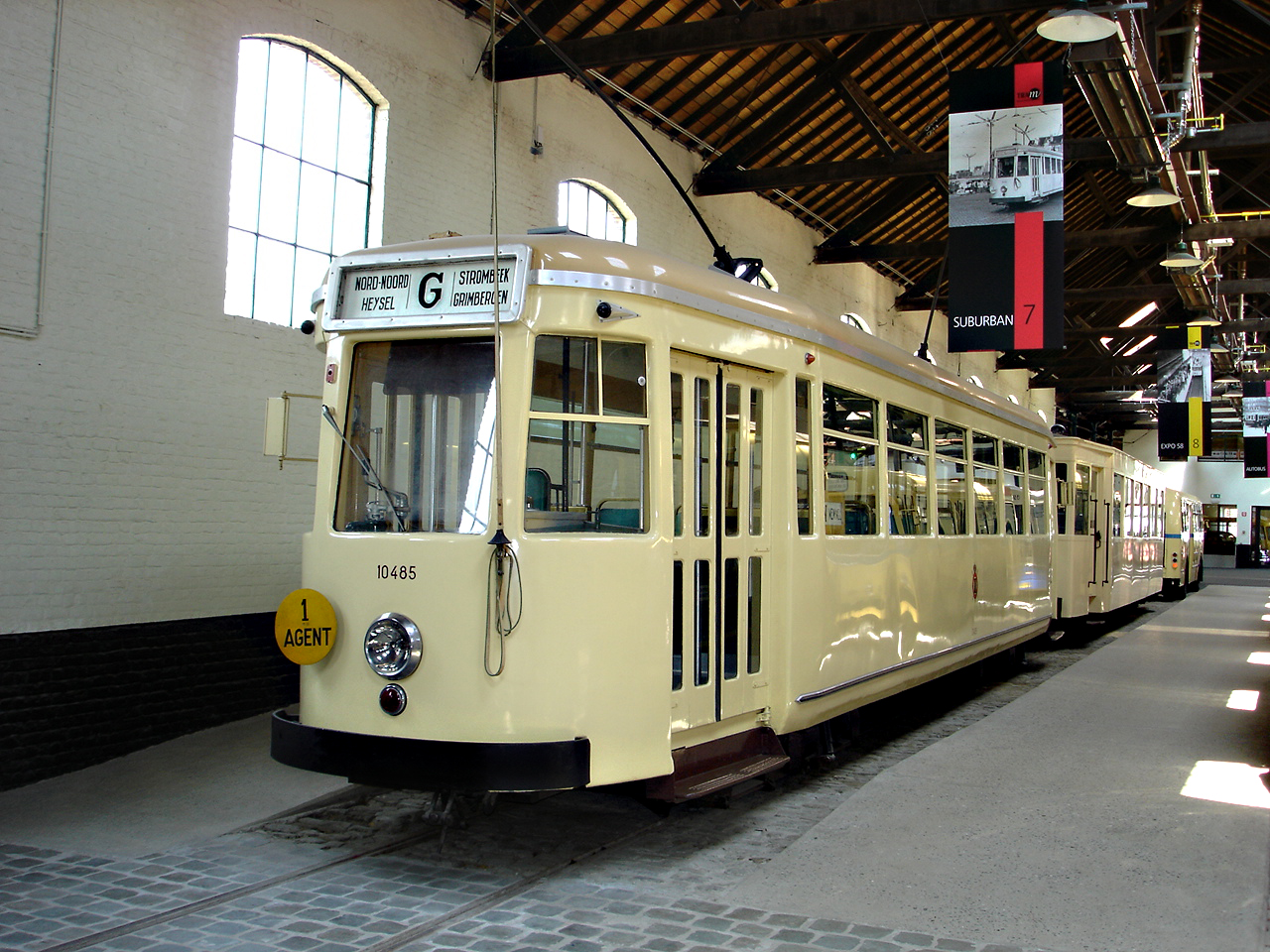
Motorwagen 10485 van de Nationale Maatschappij van Buurtspoorwegen heeft als lijn G Noordstation – Grimbergen ook een plaats in de Brusselse vervoersgeschiedenis. Echter kan hij niet meer rijden want deze tram is op meterspoor terwijl de MIVB-lijnen normaalsporig zijn.